# M1艾布蘭主力戰車

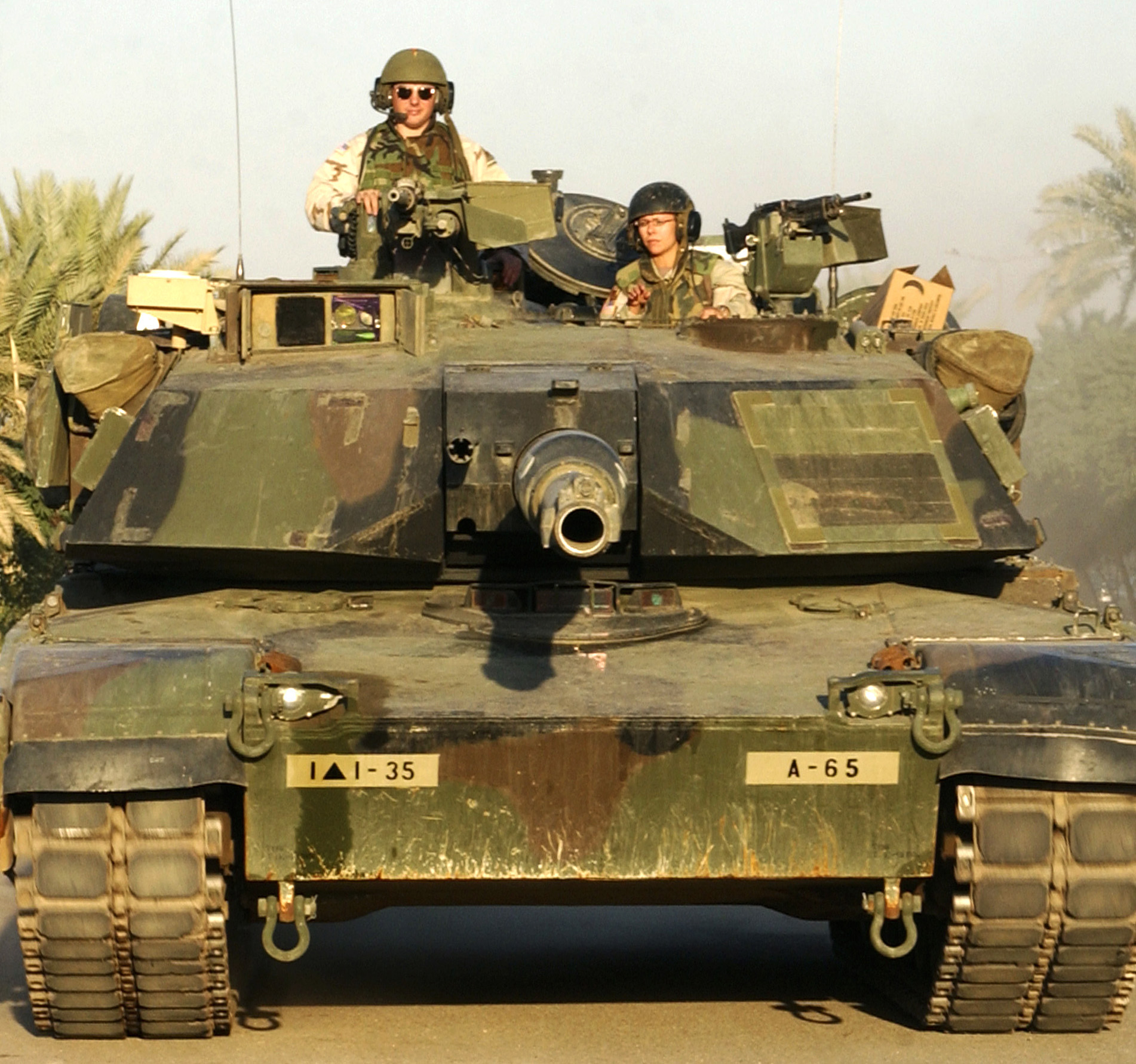
M1A1的正面

M1艾布蘭主戰坦克（英語：M1 Abrams）是美國陸軍的主力戰車。美國在1970年代後期開發M1艾布拉姆斯欲取代M60巴頓系列坦克，M1在1980年開始服役，其家族型號主要有M1、M1A1及M1A2，後續的改良型M1E3仍在開發階段。M1坦克以前任美國陸軍參謀長、第37裝甲團指揮官和美國軍事援助越南司令部司令官克雷頓·艾布蘭陸軍上將命名，也因使用霍尼韋爾航天所開發的AGT-1500燃氣渦輪引擎讓全車聲音相對較小，而被稱為「低語死神」。

## 發展史

### MBT-70計劃

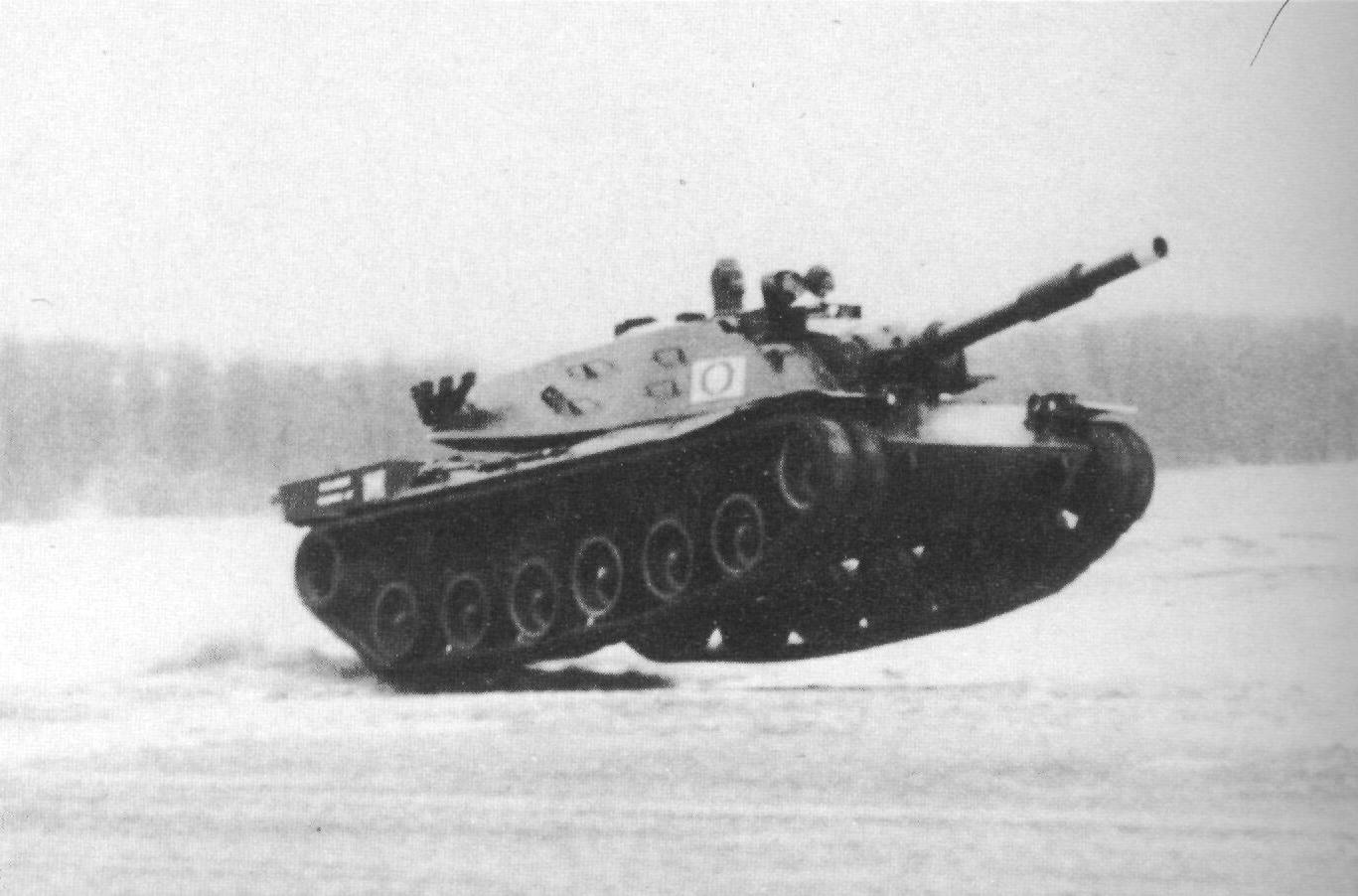
在測試中飛馳的MBT-70，該計劃以取消告終，由其後的XM1計劃接替

美國陸軍早於1950年代中期便計劃開發取代M48巴頓坦克的後繼車型，期間曾製造多輛T95中型戰車的原型車，不但安裝了120毫米線膛炮進行測試，也測試了在當時屬於高新科技的液氣懸吊系統及燃氣渦輪引擎，但由於技術複雜及成本過高，美軍決定中止計劃，改採較成熟可靠的方案，其成果即是由M48中型坦克改良而成的M60主力坦克，不過M60巴頓畢竟是M48巴頓的改良產品，所以美軍當時只將M60坦克視為過渡性的裝備，仍在尋求可取代巴頓坦克的全新車型。蘇聯T-62坦克在1960年代初期服役後，其115毫米口徑滑膛炮具有強悍的穿甲能力，對歐美各國當時仍採用傳統裝甲的坦克造成很大的威脅，美國於是在1960年代中期與西德合作開發MBT-70主力戰車。
MBT-70的設計採用許多新理念及新技術，為抵禦反坦克導彈常用的成形彈藥攻擊，MBT-70採用間隙裝甲，使用可大幅提升越野性能的液壓懸吊系統，同時為改善傳統坦克駕駛員因為單獨坐於車體內，不能與炮塔內的車長及炮手直接溝通的缺點，MBT-70採用了將駕駛員由車體移到炮塔內的破天荒設計，透過特殊機械設計令駕駛員可抵消炮塔旋轉保持面向前方。MBT-70的火炮及引擎則有美國和西德不同版本，美國採用可發射一般炮彈並兼具發射MGM-51橡樹棍反坦克導彈功能的XM150E5 152毫米口徑短炮身線膛炮，西德計劃採用120毫米口徑滑膛炮，而炮塔的後方裝有一支遙控操作的20毫米口徑機炮。美國版的動力系統計劃採用加速快的燃氣渦輪機，而不是西德版使用的柴油引擎，兩國都計劃在MBT-70使用新穎的液壓傳動系統，令改變速度及轉向都有比傳統齒輪傳動有更平順。雙方曾製造多個車體及炮塔進行驗證，而首輛供正式測試的原型車於1968年完成及展開測試。雖然MBT-70使用的技術在當時是相當先進，但許多新開發的技術並不成熟，而且美德兩國對MBT-70的規格存在不少歧見，開發金額大幅上漲至原訂的五倍，西德因此於1969年退出計劃，並以自行開發名為豹二型的新坦克取代，美國國防部雖然曾繼續單獨維持MBT-70計劃，但考慮到技術不成熟的MBT-70仍要投入難以估計的開發資金，於是在1970年決定將計劃取消。國防部之後一度考慮修改MBT-70的原設計，將原本西德負責設計的組件換掉，以XM803為名開發MBT-70的低成本版本，但美國國會在1971年審查國防部的新坦克計劃，對XM803計劃的績效提出質疑，該計劃亦因此而被取消。

### XM1計劃

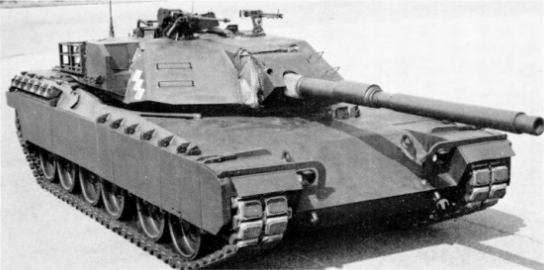
通用汽車為XM1計劃設計的原型車，但被克萊斯勒提交的方案擊敗

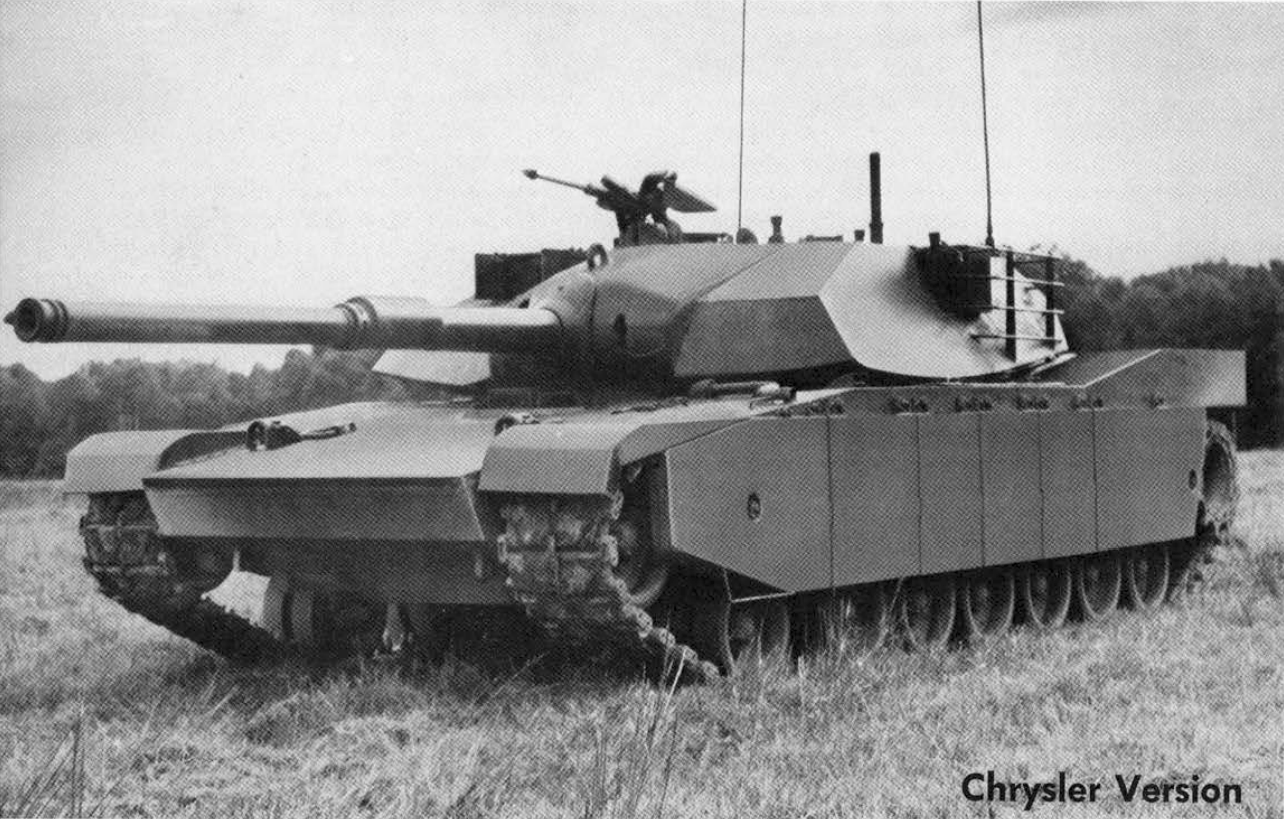
克萊斯勒汽車防衛部門設計的原型車，在XM1計劃成功得標

雖然MBT-70以取消告終，但執行該計劃期間開發的新技術和新組件，仍為美德兩國研發新一代坦克帶來技術儲備。美國陸軍於1972年3月為取代M60坦克重新制定技術指標。美國國防部於1973年4月提出名為XM815的新一代坦克開發案，並為研發這款新坦克展開招標，而得標的廠商將可獲得3,312輛新坦克的訂單。克萊斯勒汽車防衛部門與通用汽車分別提交自己的設計方案，國防部於同年6月向這兩家廠商批出三年期的坦克開發合約及研製原型車的經費，克萊斯勒汽車獲分配6千8百萬美元，而通用汽車則取得8千7百萬美元，兩家廠商需於指定時間內按技術指標，各製造一輛原型車進行評測。兩家車廠於1976年2月將各自的原型車送交美國陸軍在馬里蘭州的阿伯丁試驗場展開測試。
雖然兩輛原型車均安裝M68A1 105毫米口徑炮，但兩者在外觀輪廓上有不少差異。通用汽車在炮塔的前方採用大傾角的設計，炮塔正面有較佳的避彈外形，在車體兩側的六個路輪直徑較大，動力來自一台新型的可變壓縮比柴油機。克萊斯勒汽車設計的炮塔體積較大，正面呈箭頭形，在車體兩側有七個路輪，但直徑較小，引擎採用較前衛的燃氣渦輪機。美國陸軍於1976年7月表示兩者都達到基本要求，但較傾向採用通用汽車的設計方案，原因是克萊斯勒汽車採用的燃氣渦輪機耗油量較大及操作成本較高，對這款引擎的可靠性亦有所疑慮，同時通用汽車的單價也比克萊斯勒汽車的要低。不過，國防部認為新坦克需要在將來安裝120毫米口徑滑膛炮，因此要求兩家廠商為這項修改提交改造計劃和相關資料。1976年11月，國防部經比較後決定由克萊斯勒汽車得標，這項計劃的編號亦更改為XM1。國防部選取克萊斯勒汽車的方案，其中一個原因是將來改用120毫米滑膛炮時，克萊斯勒汽車對原設計的改造範圍較小，重量和改造的時程都較易控制，可避免出現超支。另外，國防部也較屬意選用燃氣渦輪引擎，而通用汽車所採用的AVCR-1360可變壓縮比柴油機並非沒有技術問題和風險，克萊斯勒汽車的設計較容易換裝其他引擎如柴油機，通用汽車的設計如要換成燃氣渦輪引擎則須要較多改動，價格也因此變得沒有優勢。此外，國防部選取設計方案時並非單從技術和風險考慮，也要顧及美國國防產業的整體發展和效益。

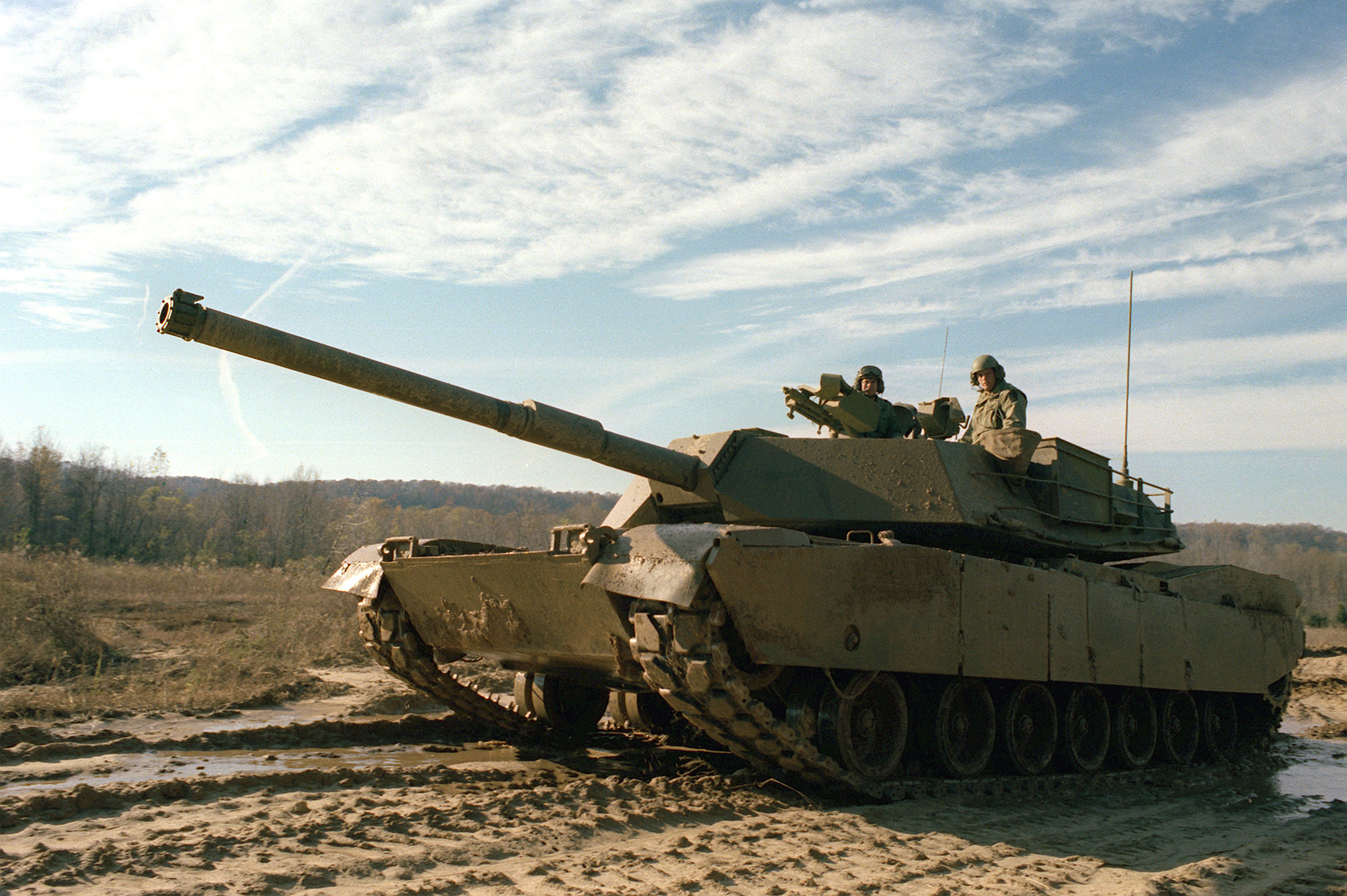
於1979年在肯塔基州測試中的XM1

由於西德亦有意向美軍推銷其新開發的豹二型坦克，其主承包商克勞斯-瑪菲曾於1976年8月將一輛豹二型的原型車運送到美國的阿伯丁試驗場，與XM815坦克開發案中的兩輛XM1原型車一同接受評測。美國陸軍測試後認為兩車型的火力及機動力相近，但防護力方面則以XM1較佳，所以國防部於同年12月決定繼續開發XM1作為美軍新一代坦克。克萊斯勒汽車在1977年至1978年間陸續製造了11輛編號為PV-1至PV-11的先導車輛（Pilot Vehicle ）供美軍作深入測試。

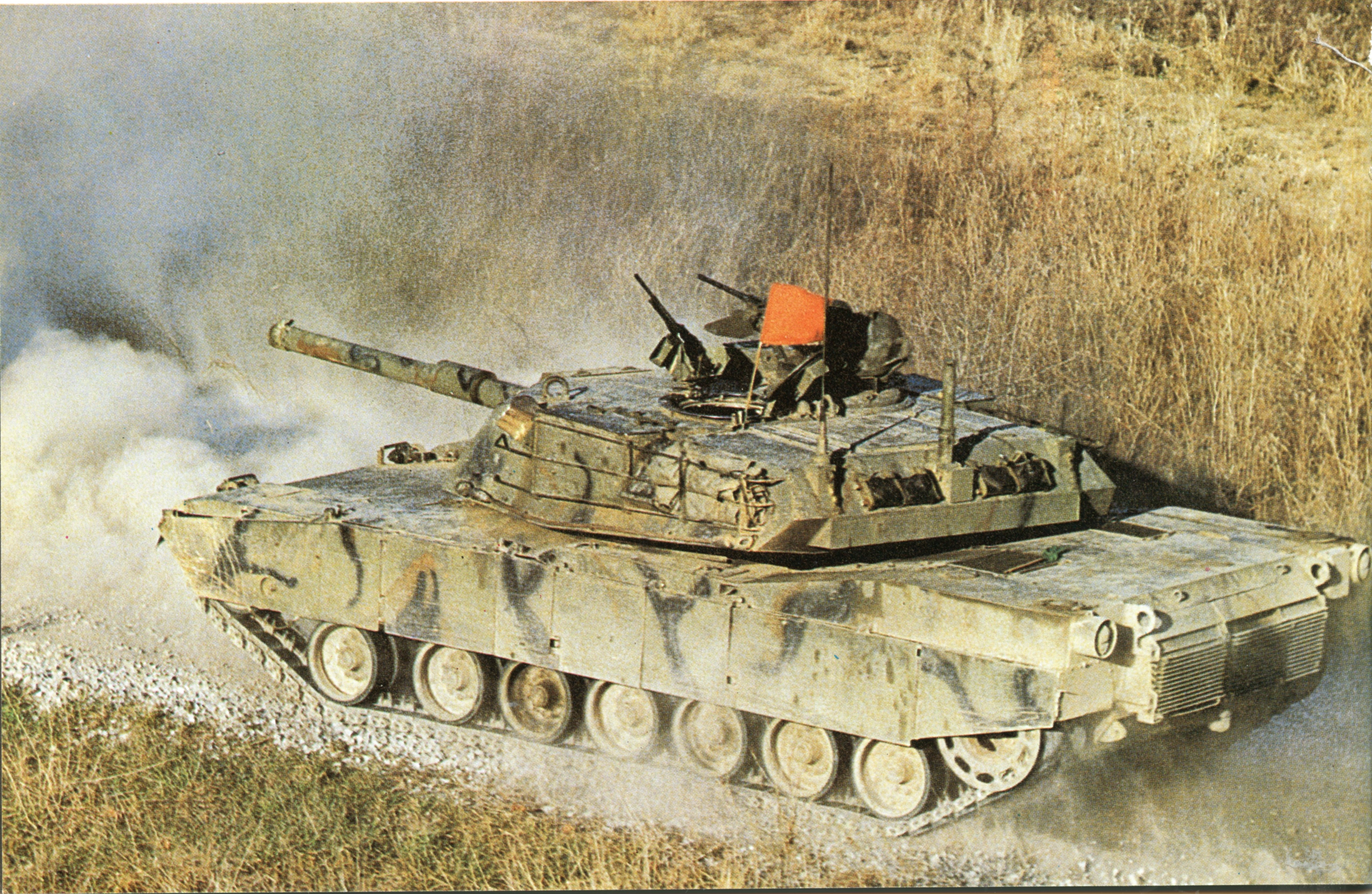
在1979年測試中的XM1

美德兩國在1960年代後期合作研發MBT-70坦克雖然以破局告終，之後雙方各自發展自己的新一代主力坦克，但兩國仍保持技術交流，並改為次系統及零部件層面的合作。西德豹二型坦克的射控系統便是與美國休斯公司合作開發，因此其系統設計及操作方式都與M1坦克甚為相似，豹二型所配備的熱成像夜視儀也是由美國德州儀器開發並授權蔡司公司在西德境內生產，而美國考慮為M1坦克的改良型換裝新炮提升火力時，最後選用了西德萊茵金屬Rh-120滑膛炮。美國亦曾經提供M1坦克的動力系統，即萊康明AGT1500及艾利森DDA X-1100-3B液壓自動變速箱供西德試用，但西德方面認為在豹二型不合用。

### 定型及量產

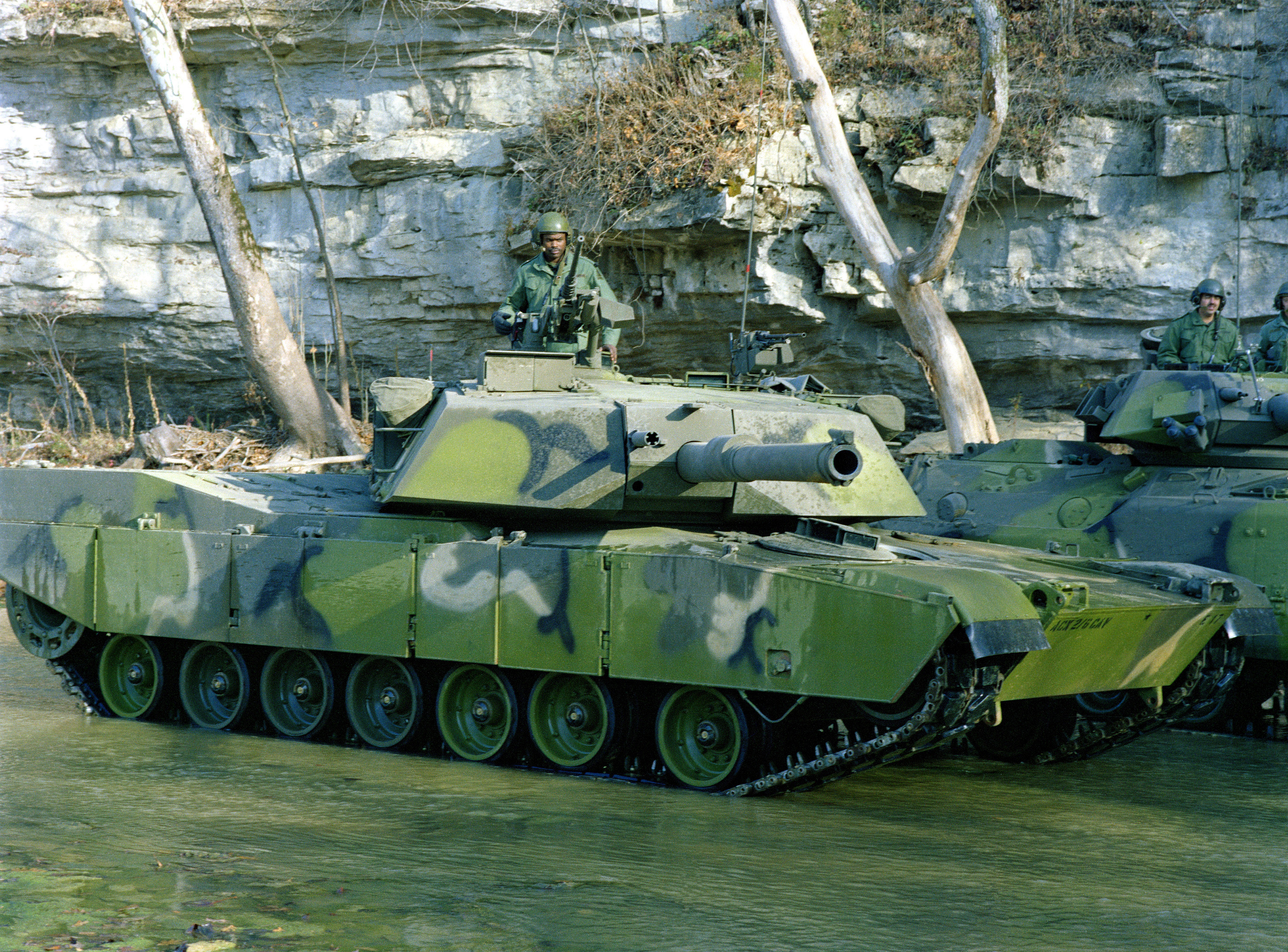
最初量產的M1基本型（攝於1983年）

XM1於1978年設計定型，外觀跟1976年的首輛原型車有不少修改，炮塔正面改為傾斜的多邊形設計，車體正面的輪廓也有所修改。國防部將這款新型坦克的型號定為M1，為紀念在二次大戰有顯赫戰功的克雷頓·艾布蘭上將，美軍決定將M1坦克以其名字命名，同年XM1首度對外公開。美國國防部於1979年5月批准製造110輛小批量生產型的M1坦克供作戰部隊試用，這批初始量產車將會根據部隊的意見及在小批量產時發現的問題進行小修改，務求優化設計及生產工藝，所以這批M1的細部組件會有不一致，待量大批量產型定案後，便全數修改為大量生產的版本。同年位於俄亥俄州的利馬坦克工廠（Lima Army Tank Plant）展開M1坦克的量產。1979年10月國防部批准在1980年財政年度生產352輛量產型M1戰車。首批M1坦克於1980年進入美國陸軍服役。
美國陸軍在1981年2月提出對M1戰車的需求多達7,058輛，當中包括計劃中的改良型。通用動力於1982年2月向克萊斯勒汽車收購負責開發及生產M1坦克的防衛裝備部門，因此M1系列的後續開發都由通用動力負責，而通用動力亦於1982年3月成立通用動力地面系統（通用动力陆地系统）專責承擔M1坦克的後續發展工作，而在密歇根州的底特律兵工廠（Detroit Arsenal Tank Plant）也於同年參與生產M1坦克，通用動力地面系統亦於2003年收購通用汽車屬下的通用汽車防衛（GM Defense），亦即是曾經製造另一輛原型車角逐XM1坦克開發案的廠商。

## 參戰經歷

### 波斯灣戰爭

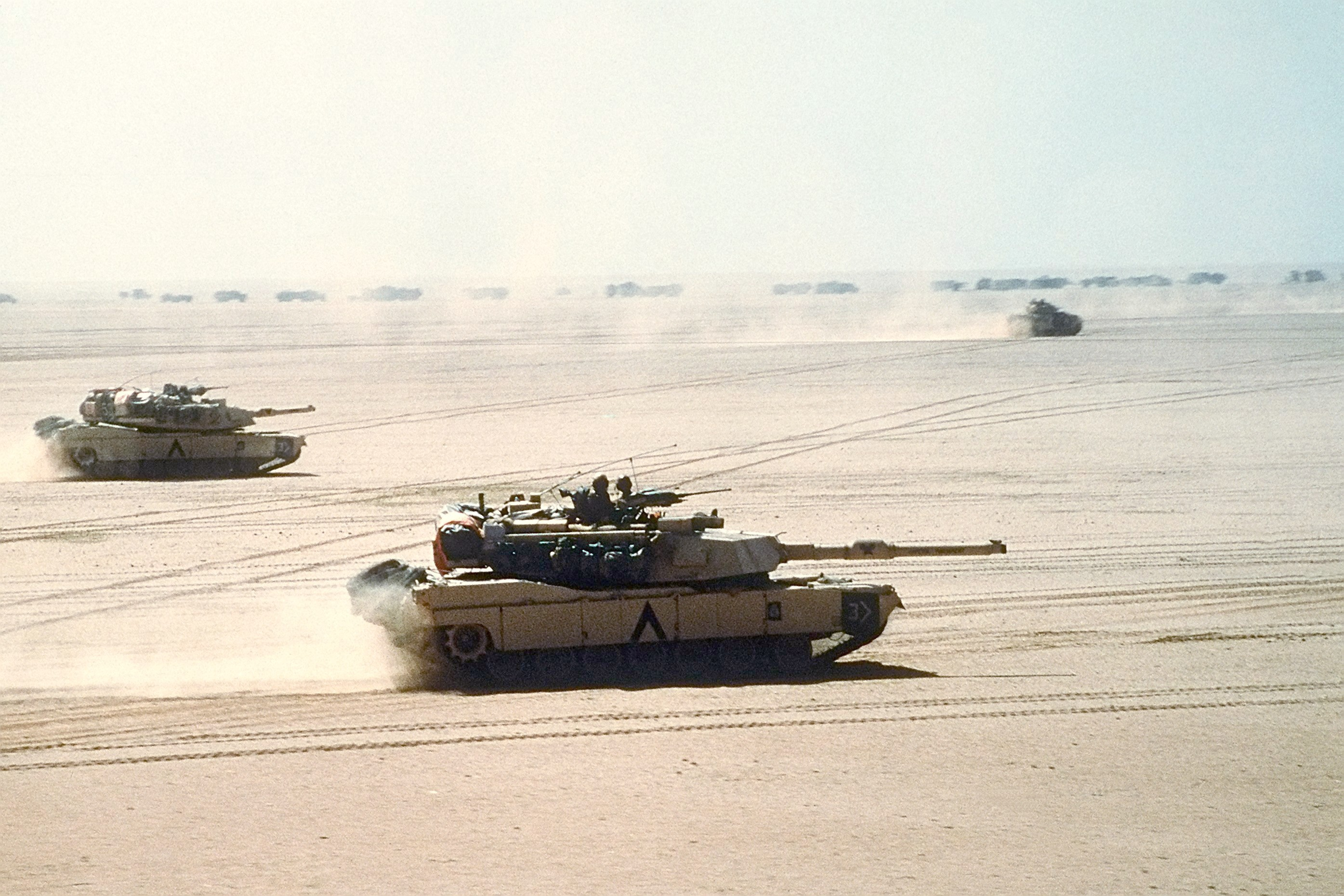
在1991年的沙漠風暴行動期間，美國陸軍第三裝甲師所屬的M1A1正在沙漠上推進，執行將伊拉克軍驅逐出科威特的任務。

伊拉克於1990年8月佔領科威特後，美國宣布啟動名為「沙漠之盾」的軍事部署行動，阻止伊拉克進一步入侵其他鄰國，以美軍為首組成的聯軍在沙特阿拉伯展開部署，為準備地面戰，美軍開始運送包括M1坦克在內的重型裝備到沙特阿拉伯與伊拉克及科威特接壤的邊境，總共有1,848輛M1/M1A1被部署到沙烏地阿拉伯及土耳其。美軍部署於沙特阿拉伯的主力裝甲部隊是原駐防於西德的第一裝甲師和第三裝甲師，因為M1坦克的重量超過55噸，需要運送的車輛數量又多，所以先循海路運送到沙特阿拉伯在波斯灣的港口，抵達的M1經過整備後便自行開赴前線。M1的海運在伊軍侵入科威特後不久即開始，持續數月。美軍在1991年1月展開名為「沙漠風暴」的軍事行動將伊拉克軍驅逐出科威特，最終部署于沙烏地阿拉伯的M1/M1A1被投入戰場。
由於伊拉克軍當時裝備超過5千輛戰車，伊軍又具備多年的實戰經驗，而且這是M1/M1A1首次投入实战，所以美軍做了充分的準備。美軍在戰前進行了平均3個月的連續實車訓練；同時由中情局通過秘密途徑蒐集伊拉克軍的武器裝備狀況及技術資料，在開戰前再次確認伊軍最新式的T-72主力坦克仍在使用3VBM7型（含3BM17鋼芯）的125毫米口徑尾翼穩定脫殼穿甲彈，並取得其性能及技術參數。由蘇聯開發的3VBM7型尾翼穩定脫殼穿甲彈於1972年面世，這是一款配合2A46坦克炮使用的反戰車彈藥，為蘇軍自用的3BM15型尾翼穩定脫殼穿甲彈的出口型，其以美國的M60巴頓坦克及西德的豹一型坦克為打擊目標，蘇聯早於1980年代初淘汰這款穿甲彈，並換裝3BM32及3BM42等新式彈藥，不過這些新式穿甲彈當時只供蘇軍自用，仍未有對外出口。
雖然美軍在戰前已獲知伊拉克軍的T-72戰車仍在使用技術已落後的3VBM7型尾翼穩定脫殼穿甲彈，但因為M1戰車尚未經歷實戰驗證，美軍裝甲部隊亦未有面對蘇聯125毫米口徑滑膛炮的實戰經驗，所以美軍對作戰的準備十分謹慎，除了為操作M1A1的部隊配發採用貧鈾彈芯的M829A1翼穩脫殼穿甲彈，又提供貧鈾裝甲套件，將部分M1A1的複合裝甲換裝為有貧鈾夾層的貧鈾裝甲，成為強化裝甲防護力的M1A1HA，可以更有效抵禦尾翼穩定脫殼穿甲彈的攻擊。貧鈾裝甲套件主要安裝在與敵方地面部隊交戰時最易被直接擊中的部位，包括炮塔的正面和炮塔前部的兩側，以及車體正面的上方，加強保護內有三名成員的戰鬥室及在車體正前方的駕駛員。因為加裝貧鈾裝甲套件後重量增加，所以裝備貧鈾裝甲的M1A1HA都換用加大橡膠塊面積的T158型履帶。
M1坦克不但在火炮及彈藥具有優勢，在射控系統及夜戰配備更是超越伊拉克的坦克最少一個甚至兩個世代，美軍的M1裝備有鐳射測距儀及先進的彈道電腦，在行進間射擊都有高命中率，伊拉克軍很多坦克仍在使用舊式的光學分度鏡進行測距，射控設備簡陋，瞄準費時又不準確，即使採取定點射擊的命中率都不高。M1坦克的射控系統整合有熱成像夜視儀，無需依靠外來的光源，可在全黑的環境下接戰，相比之下，伊拉克軍的大部分坦克仍在使用主動式紅外線夜視儀，依靠在炮塔上與火炮聯動的紅外線燈提供光源來搜索及瞄準目標，伊軍戰車在配備有熱成像儀的美軍戰車前開啟紅外線燈，等同向美軍告知自己的位置，所以伊軍在夜戰中蒙受慘重損失。因美軍掌握制空權占據戰場主動，伊拉克軍的軍事調動大受限制，採取守勢的伊拉克陸軍主要在有防空火力保護的要地，把戰車充當防線的固定炮台使用，伊軍為了加強偽裝效果，更將坦克的車體埋入沙堆之下及使用沙包加強保護，只突出炮塔用來開火發動伏擊，伊軍認為這樣可以使得坦克較難被美軍發現及擊中，但在諾福克戰役顯示，由於美軍的M1坦克配備整合熱影像夜視儀的瞄準器，只要伊軍坦克發動引擎驅動炮塔，就會因為引擎產生的熱力和廢氣而被美軍的熱像儀發現，伊軍企圖在夜間進行伏擊的坦克，尚未發現迫近的美軍戰車，就率先被美軍的M1戰車擊毀。雖然伊軍將部分坦克半埋入沙堆中，以為這樣可抵擋美軍戰車的攻擊，但美軍M1A1的120毫米口徑穿甲彈仍能穿過沙堆和沙包，再貫穿伊軍坦克的前裝甲，伊軍佈置的戰車陣地未能阻擋美軍戰車群穿插防線。由於美軍的M1A1在各方面的性能，都領先伊軍所配備的T-72、T-62和T-55，聯軍又掌握制空權，可以派出大批攻擊機和直升機炸射伊軍裝甲部隊，所以美軍在波斯灣戰爭取得壓倒性的戰果。
在整個海灣戰争中，美軍總共有23輛M1/M1A1損毀。由於當時的M1坦克未有敵我識別裝置，所以在天候惡劣的沙漠及在夜間使用夜視儀作戰時，曾經發生誤擊友軍的事件，受損的9輛中有7輛是由友軍的火力所致，所以敵我識別裝置在戰後成為M1的標準裝備。有兩輛屬于第24機械化步兵師197旅的M1A1在1月24日在戰鬥中陷入沙漠的泥沙中無法動彈，因拖救不易而遭美軍自行破壞，其餘受創的M1A1仍可拖救並在修復後繼續服役。在戰爭期間沒有M1坦克的組員因作戰而死亡，包括被敵方擊中或友軍誤擊，即使車輛被擊毀，但車上人員也都生還，只有極少數人員傷勢較重。
M1除取得輝煌戰績之外，在戰爭期間亦表現出高妥善率，就連先前備受抨擊的燃氣渦輪引擎在戰爭中的表現亦相當可靠，顯示美軍已經克服了在沙漠中操作燃氣渦輪引擎的不利因素，在100小時的地面戰中，第7軍團與第18空降軍團的M1A1妥善率高達90%，屬於第七軍團的第三裝甲師共有300多輛M1A1，在一晚間推進達200公里，但沒有發生任何抛錨故障；僅被多國部隊司令官諾曼·施瓦茨科普夫将軍指責進展緩慢，試圖切斷科威特城以北通向伊拉克公路的M1因燃料車往返運油未能跟上一度停駛，後緊急調用運輸機空運送油。歸功于美國有效而完善的龐大後勤體系。由於燃氣渦輪引擎需要保持引擎燃燒室的壓力，在怠速時仍需維持渦輪高速運轉，因此功率調節範圍較柴油引擎小。由於引擎轉子軸的溫度變化會使渦輪葉片間距出現改變，冷機緊急啓動時不均勻的升溫會引起葉片摩擦磨損葉片。因此在海灣戰争中M1及M1A1被要求保持引擎運轉，維持熱機狀態避免機械故障，造成較大的燃料消耗，M1雖然可攜帶1,900公升燃料，但每推進8小時便消耗約1,100公升燃料，所以需由一支專屬的油罐車補給車隊，在其後方的安全距離尾隨確保可以適時補給。
另外，雖然貧鈾裝甲可能存在輻射問題，但當時未有被重視，有指車組成員每執行3天作戰任務，受到的輻射劑量約等於1次X光檢查，不過相對貧鈾穿甲彈造成的輻射污染已屬微不足道。貧鈾穿甲彈或貧鈾裝甲被擊毀後會局部氣化，在當地或會造成輻射塵埃污染。

### 伊拉克戰爭

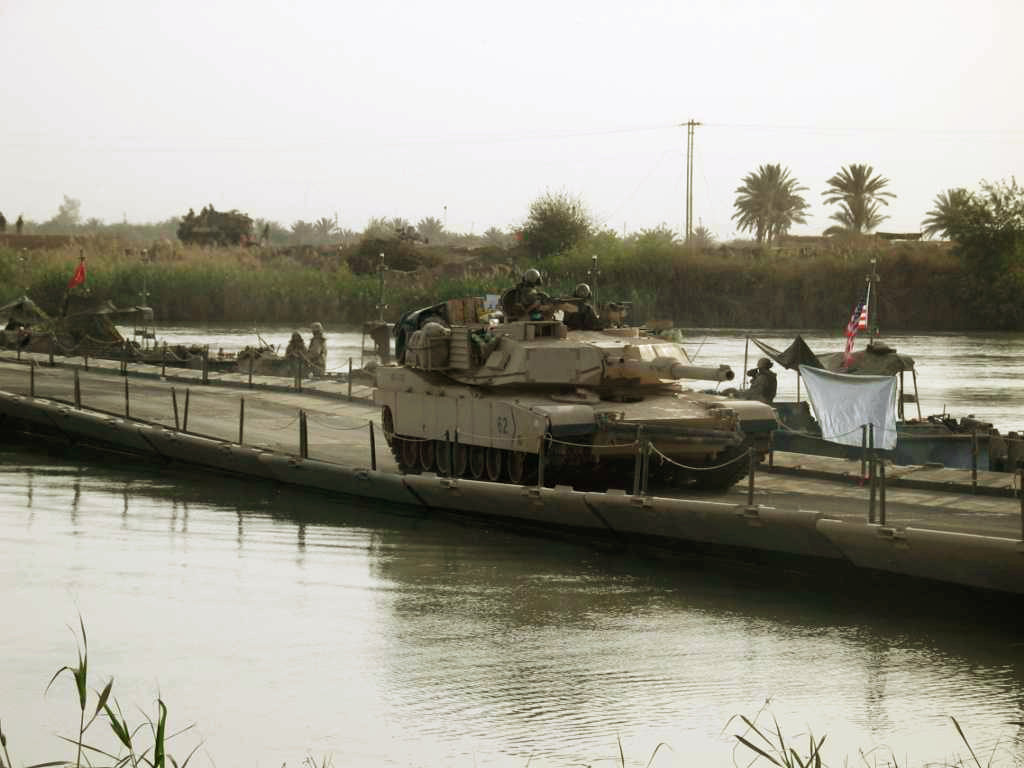
正在跨過底格裏斯河的M1A1

伊拉克戰爭期間的2003年10月29日，一輛M1A2遇上由500公斤炸藥再加上榴彈製成的爆炸裝置，被這個埋在地下的大型炸彈的爆炸力掀掉炮塔，造成乘員兩死一傷，成為開戰後第一起涉及乘員死亡的事故，而在1991年的波斯灣戰爭唯一的乘員死亡原因是一輛M1A1墜入底格裏斯河。此後的戰事中，雖能看到多張M1被擊毀的慘狀照片流傳，但大多數是被遊擊隊的RPG擊穿側面或被埋設的重型IED炸斷履帶失去行動能力，或故障無法拖回，由美軍自行開火銷毀。由于將彈藥統一放於炮塔尾隔艙，隔艙上方有兩個由裝甲防護的大型開口，所有被反坦克彈藥擊中的M1即便彈藥殉爆也只掀翻彈藥隔艙裝甲頂蓋，而不會掀飛炮塔。據2003年6月20日《簡氏周刊》，美軍遇到一輛M1被擊中炮塔彈藥艙引發爆炸的事例，是排爆門挽救了乘員的生命。
據海灣戰争的損失經驗，幾乎全部命中側面的紀錄都是在進攻伊軍陣地時發生，而大多數擊中的都是車體，且M1的車體和炮塔相對T-72都大一號，可見在進攻時遇到開火的距離相對較近而此時車體相當暴露，敵彈很易擊中車體。有一輛M1被單兵攜帶的RPG7擊穿車體中後部，引發油箱失火無法滅火只得棄車，然後乘員在車裏撒了油和機槍彈，将炮彈艙打開扔了幾顆燃燒手榴彈銷毀坦克，然後人員步行撤離。後上級認爲乘員撤離前未來得及銷毀炮塔内的諸多電子設備，爲免被敵方俘獲，由美軍另一輛M1A1朝該車發射一枚120毫米貧鈾穿甲彈，從右側擊穿M1炮塔裝甲，但僅見一個小洞，外觀依舊完整；又先後動用A10攻擊機空射兩枚小牛導彈；但首枚未能命中只将車體左前方的地面炸出一個大坑；另一枚從炮塔正面擊穿炮塔右前裝甲，裝藥在擊穿炮塔後，随即在車底沖擊出一個大坑，并使懸挂系統垮塌，部分負重輪變形外翻，由此确定該車所有設備被徹底銷毀。事後美軍在現場勘測，檢查此車被RPG7、120毫米貧鈾彈和小牛導彈擊穿的三處，爲此開發了TUSK升級套件，在側裙外側加裝主動裝甲模塊。
在伊拉克戰爭中，美軍有數輛M1A1曾於巴格達南面與伊拉克軍的7輛T-72在50米距離上對戰，結果美軍在無損失下殲滅所有伊軍坦克。但是後來在伊拉克各地與殘餘的薩達姆部隊及阿爾蓋達等恐怖組織發生的巷戰，美軍的損失則較重，到2005年3月，共有80輛M1系列坦克失去戰鬥力。

### 伊拉克內戰

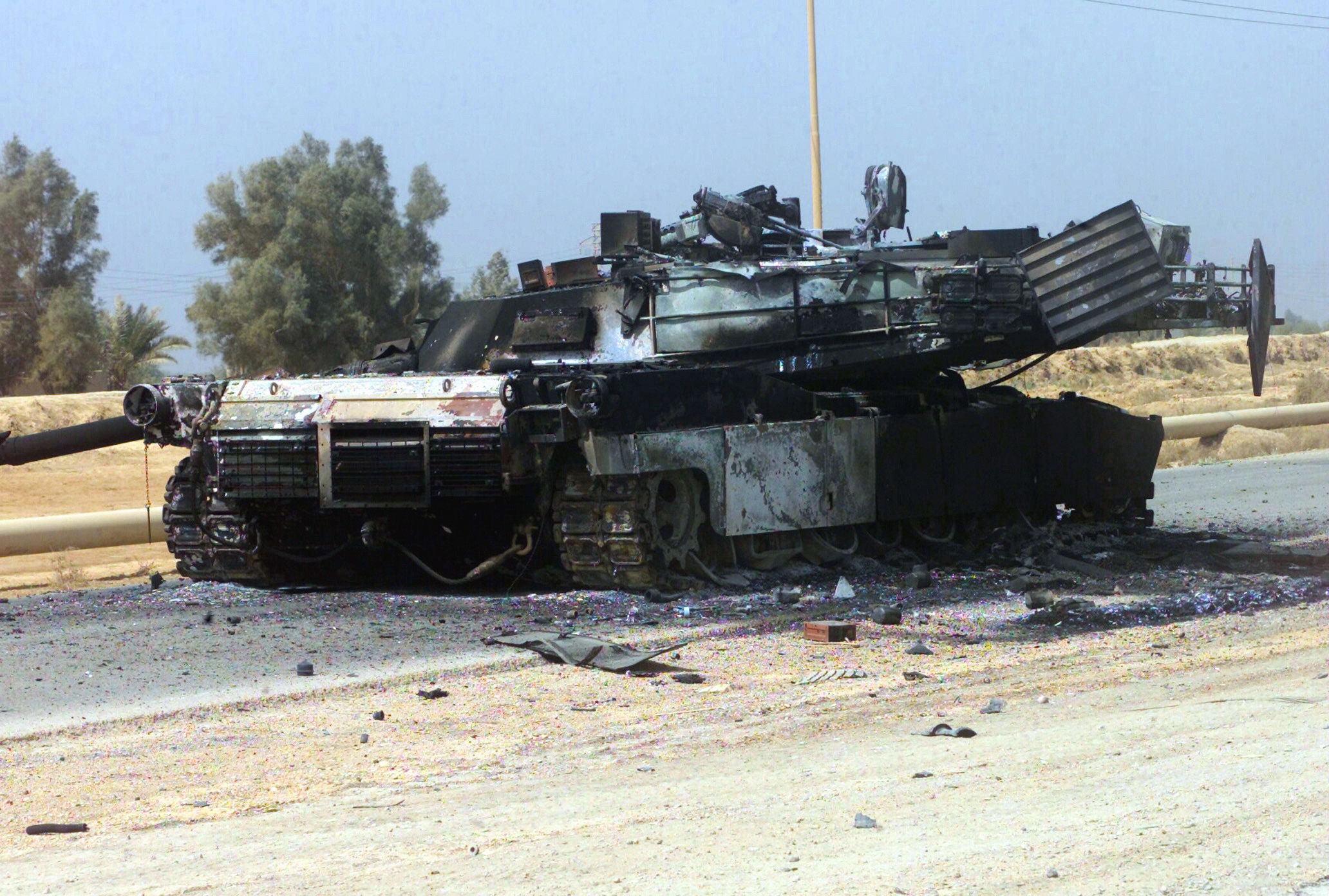
在伊拉克被擊毀的M1，令美軍加快為坦克裝備城市戰防禦套件

2008年起，伊拉克斥資20億美元向美國購買M1A1、M113等裝甲車輛及所需的維護服務，裝備伊拉克安全部隊ISF。其中6億美元直接用於購買總計152輛美軍庫存的M1A1，但沒有貧鈾裝甲夾層。2010年至2011年交付140輛，2013年和2015年又分别補充6輛。2011年伊拉克政府的安全部隊第九裝甲師成軍，下屬第34（70輛M1A1），35（70輛M1A1），36、37（125輛T-72和輔助裝甲車輛）等四個重裝甲旅，另有其它輕裝甲旅、自行火炮支援旅等單位。2014年美國批准再向伊拉克出售包含175輛M1A1，總值26億美元的裝甲設備以及維護費用，可再裝備5個重裝甲營，但伊拉克未採納。
2014年6月起的伊拉克亂局中，伊拉克政府的安全部隊第九裝甲師（裝備M1A1戰車）於7月10日的戰鬥中，由於伊拉克政府對伊斯蘭國的突襲嚴重缺乏準備，對戰爭動員又反應緩慢，伊拉克政府軍在戰爭爆發初期處於挨打狀態，整個連隊遭伊斯蘭國遊擊隊重創，損失至少2輛M1A1和伴隨的6輛M113甲車，伊斯蘭國遊擊隊使用土製地雷（重型IED）和火箭助推榴彈（RPG）並在城鎮採用伏擊戰法，對缺乏準備及訓練不足的伊拉克政府軍造成沉重打擊，可見裝備所發揮的戰力與運用的戰術及人員質素有高度關係。隨著實戰經驗的累積，伊拉克政府軍在戰場上的表現也日漸改善。2016年4月，伊軍在奪回希特鎮的戰鬥僅靠著一輛M1A1便撕開伊斯蘭國遊擊隊的防線、摧毀汽車炸彈，幫助伊軍奪回希特鎮的城市控制權。美軍顧問甚至為其取了一個名為「野獸」（The Beast）的綽號。另有9輛原屬伊拉克政府軍的M1A1曾被伊朗支持的什葉派民兵繳獲，但伊軍已於2017年10月反攻基爾庫克時奪回。
至2018年為止，伊拉克安全部隊因戰損和遺棄共損失60餘輛M1A1，剩餘的M1A1也因維護困難而處於閑置狀態。雖然伊拉克除購買坦克外也有向美國維修商支付檢修及技術支援服務的費用，但戰争期間承包商不願冒險派員到戰場檢修，伊軍又未有完善M1A1的維護體系，僅能做簡單的檢修，對於射控系統及引擎的檢修束手無策。由於伊軍在兩伊戰爭時期已大量操作包括T-72在內的俄制坦克，並且在1980年代已為俄系戰車建立完善的檢修體系，所以伊拉克安全部隊在2017年向俄羅斯訂購了73輛加強防護的T-90S，全面換裝第九裝甲師旗下的第35裝甲旅。第35裝甲旅剩餘的M1A1移交同屬第九裝甲師的第34裝甲旅。截至2018年，伊拉克陸軍第九裝甲師麾下第34重裝甲旅“沙漠雄獅”操作合共約80輛M1A1，以增強巴格達首都防衛圈及主要城市的防禦能力。

### 俄羅斯入侵烏克蘭

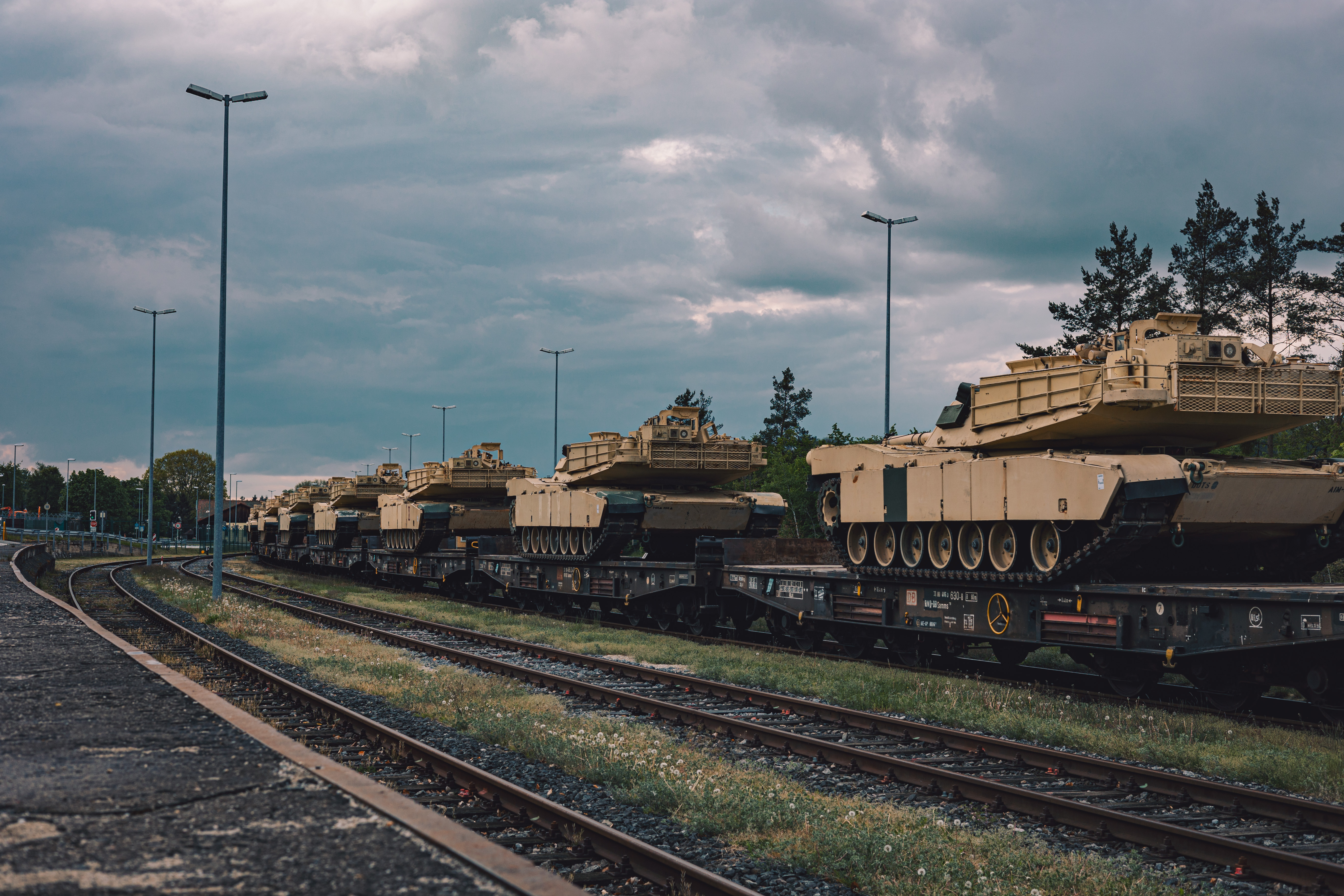
2023年美國援助烏克蘭的M1A1運抵德國，再利用鐵路轉運到波蘭的途中

烏克蘭陸軍自2023年獲美國援助31輛M1A1戰車以來，其作戰身影已多次在前線現蹤，並開始出現戰損；根據《美聯社》（AP）2024年4月報導，烏軍當時已有5輛戰車遭到擊毀、不得不後撤接受維修。根據烏克蘭陸軍第47機械化旅在2024年8月釋出的實戰畫面可見，烏軍的M1A1艾布蘭戰車目前皆已加裝反無人機籠和爆炸反應裝甲，強化車身防禦力與車組員的生存性。

## 基本能力

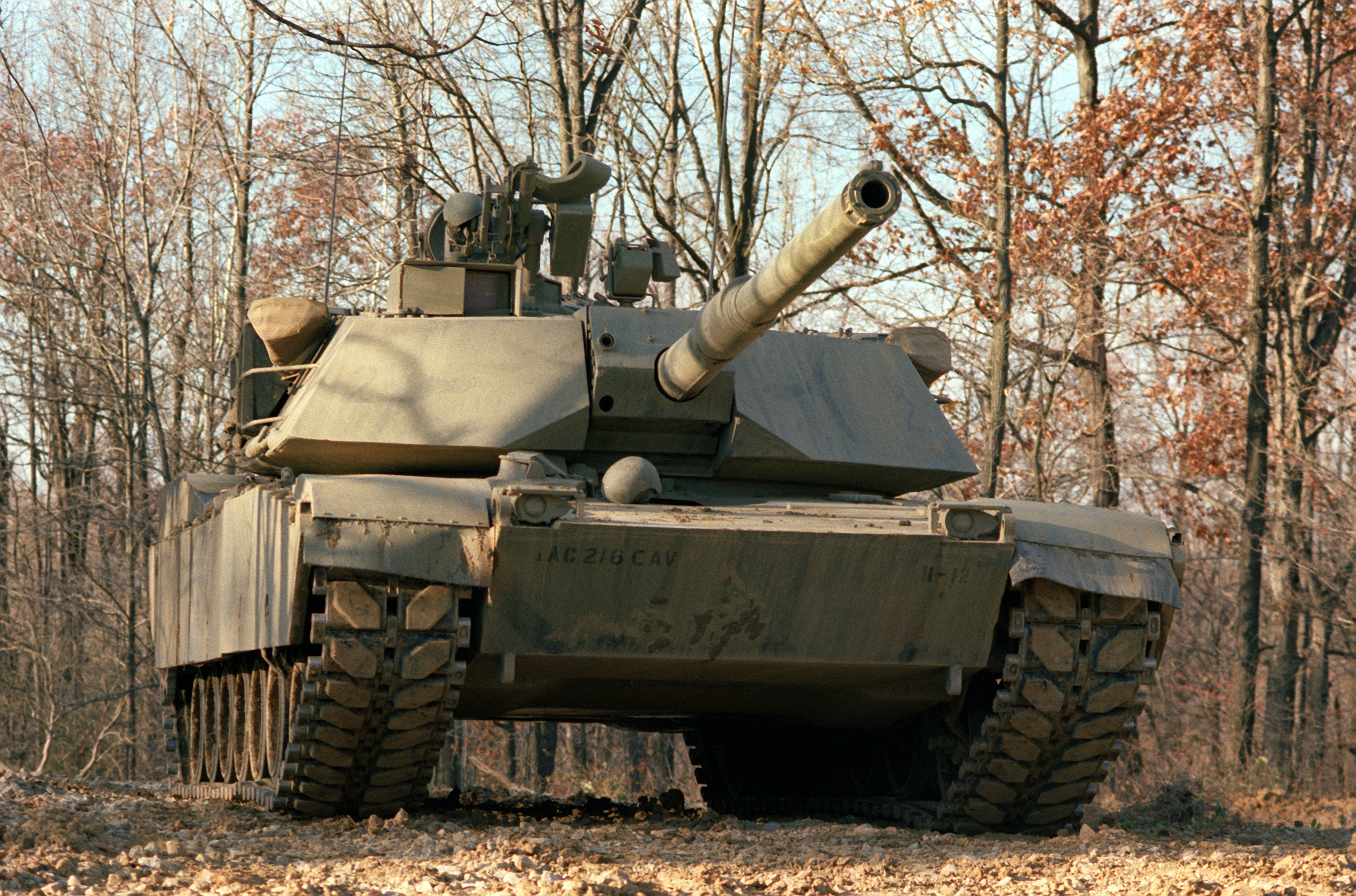
配備M68A1 105毫米口徑線膛炮的M1

### 整體設計
自二次大戰結束後推出的M46巴頓坦克起，到韓戰時期的M47巴頓坦克及M48巴頓坦克，以至於1960年的M60巴頓坦克，作為當時美軍主力的巴頓坦克，雖然嘗試平衡各方面的性能，但每個版本都只是作局部修改，各方面性能都不突出，外觀高大笨重但火力平平，機動力不如同期的蘇聯T-62、西德豹一型及法國AMX30，火力及防護力也比不上英國酋長式，美國於1960年代開發的MBT-70嘗試應用新理念及各種新技術尋求突破，例如將駕駛員移入炮塔內的設計，但其理念及技術上的不成熟，加上研發費用不斷上漲導致計劃告吹。M1的開發計劃吸取先前MBT-70的經驗，恢復採用傳統三人炮塔及駕駛員在車體前部的佈局，但全車是重新設計及採用最新的技術。M1的構型一反以往巴頓系列戰車的高大輪廓，採用低矮的構型，炮塔以多個傾斜的平面形成楔型，外觀具有時代感，完全沒有巴頓戰車的影子。
M1的車長位於炮塔右方，炮手席在車長前方的炮塔內，裝填手位於炮塔左方，而駕駛員則坐在車體的前方。車長擁有一個設有六具潛望鏡的車長槍塔，而在炮塔左方的裝填手艙蓋亦有一具觀察潛望鏡。駕駛員位於車頭的中央，為了降低車體的整體高度及車頭有較佳的避彈角度，駕駛員的座椅採用半臥式設計，駕駛員艙蓋有三具潛望鏡，中央的潛望鏡可加裝星光夜視儀。
配備105毫米52倍徑M68A1線膛炮的M1坦克於1979年起量產，於1980年在美國陸軍服役，M1的生產線於1984年起生產加厚炮塔正面裝甲的IPM1，1985年配備120毫米口徑M256A1滑膛炮的M1A1獲美軍正式採用後，美軍將原有IPM1的訂單改為M1A1，因此配備105毫米火炮的M1於同年量產結束，由改良型的M1A1取代。

### 火力

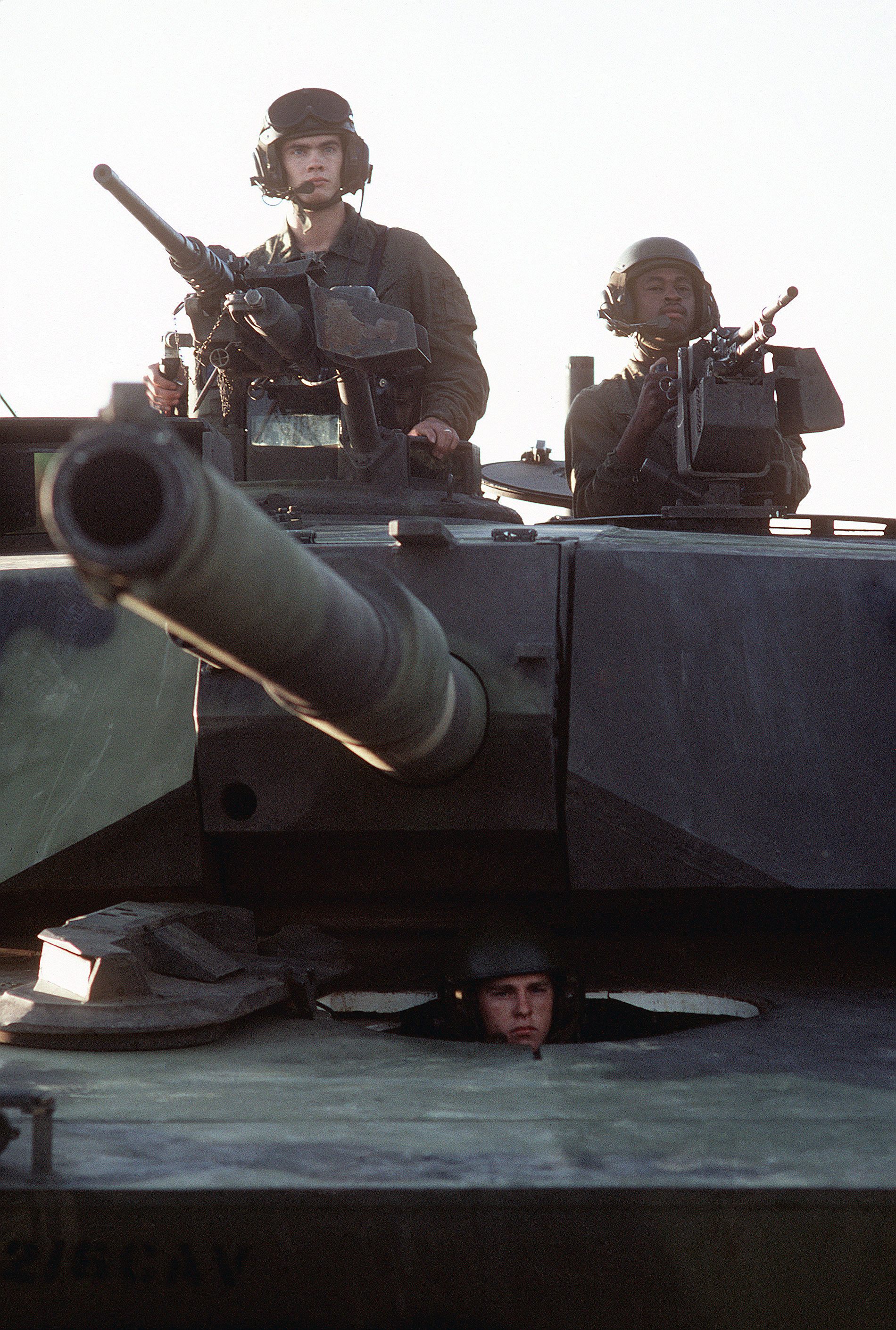
M1基本型的武器配置，除一門105毫米口徑的M68A1線膛炮外，炮盾設有一支M240同軸機槍。在炮塔的上方，車長配有一支12.7毫米口徑的M2重機槍，裝填手亦配備一支7.62毫米口徑M240通用機槍

雖然M1在開發時已計劃裝用120毫米口徑炮，而蘇聯在1970年代後期開始在東歐大量部署T-72及T-80坦克，對仍然以M60A1坦克為標準配備的美軍駐德地面部隊構成重大威脅。不過美軍當時並不打算直接安裝西德萊茵金屬的44倍徑120毫米口徑滑膛炮，而是希望進一步自行改良及在美國本土製造，但是在蘇聯新型坦克與日俱增下的威脅下，於1960年代初僅被視為過渡性裝備的M60巴頓在服役十多年後已越來越難獨撐大局，因此美軍極期待M1坦克能盡快服役，由於美軍不能等待120毫米滑膛炮的改良工作完成後才開始部署M1，所以M1基本型及IPM1都仍是使用上一代M60巴頓坦克，源自英國L7線膛炮的105毫米52倍徑M68A1線膛炮，但車內預留有充裕的空間供升級使用120毫米口徑炮。M68A1的炮身裝有隔熱套管及設有排煙器，並在炮口處設有測量炮管彎曲的校正裝置提升射擊精確度。配備105毫米口徑線膛炮的M1坦克備彈共55發，雖然105毫米口徑線膛炮發射穿甲彈的炮口初速和動能不及最新的120毫米口徑滑膛炮，對付蘇聯已加掛反應裝甲的T-72及T-80坦克時嫌有不足，但優點是技術成熟及可用的彈種較多。M1坦克在剛服役時以M735翼穩脫殼穿甲彈作為主要反坦克彈藥，於1980年啟用的M774採用貧鈾製造的彈芯，成為美軍第一款供坦克使用的貧鈾彈芯翼穩脫殼穿甲彈，同樣是貧鈾彈芯的M833於1983年獲美軍正式採用，這款105毫米穿甲彈可在2000米處擊穿傾斜60度的420毫米均質鋼板。

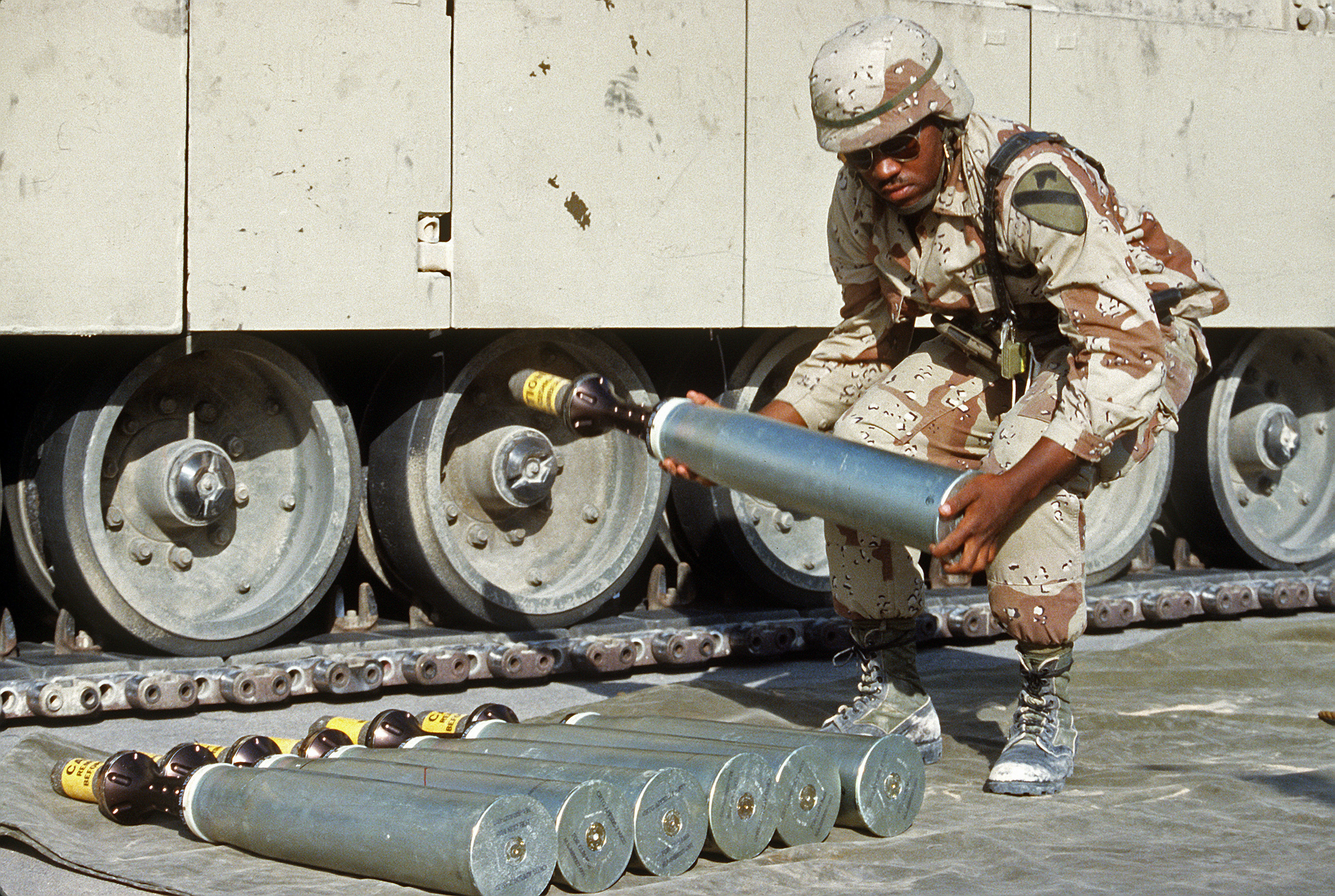
1991年1月沙漠風暴作戰前，美軍裝甲兵在一輛M1戰車外，排列整理一批供M68A1線膛炮使用的105公釐口徑翼穩脫殼穿甲彈

M1的射控系統由休斯公司主導開發，位於炮塔右上方的炮手主瞄準器設有獨立的穩定系統，火炮具有自我穩定能力，可作行進間射擊。主瞄準器配有德州儀器研發的熱成像夜視儀，令M1坦克無需依賴外來光源，在全黑的環境下作戰。射控系統由彈道計算機、鐳射測距儀、炮管測量器及環境探測器等裝置組成。鐳射測距儀可迅速計算目標的距離，在炮塔後方的環境探測器會收集環境溫度、風向及大氣壓力等數據，炮手只需將目標保持在顯示屏的中心線，射控系統的彈道電腦便會不斷收集目標距離的數據，算出目標的運動速度，並加入風向、風速、氣溫、大氣壓力、主砲耳軸傾斜度及炮管彎曲度等數據，作為射擊的修正信息，又根據所選用的彈種，計算預定的彈著點，同時不斷調節火炮的俯仰角，及計算開火時炮塔的旋轉角，一旦炮手按下開火按鈕，射控系統就會發送指令對火炮的俯仰角及炮塔的旋轉角度作最後修正及控制火炮開火。這套射控系統能夠令火炮穩定地跟蹤及瞄準目標，即使M1坦克在行駛期間都可以攻擊移動中的目標，射擊命中率更是數一數二。M1的射控系統具有車長越權開火的功能，當車長發現更具威脅性的目標出現時，可以超越炮手的權限越權瞄準目標開火，加快對高威脅性目標的反應速度。
在M1坦克的炮盾右方裝有一支7.62毫米口徑的M240通用機槍。在炮塔頂部的右方設有一個配有六具潛望鏡及可電動旋轉的車長槍塔，上方裝有一支可在車內手搖操控俯仰角的12.7毫米口徑的M2重機槍，這個車長槍塔可讓車長無需伸出車外便可操作機槍。裝填手艙蓋的左前方裝有一支7.62毫米口徑的M240通用機槍，但需要伸出車外操作。M1坦克備有900發12.7毫米子彈，10,400發7.62毫米子彈。在炮塔兩側各有一組六聯裝66毫米口徑的M250煙霧彈發射器，可在受威脅時發射煙霧彈干擾敵方進行觀瞄，降低被敵火擊中的機率。

### 防護力
美軍在1973年提出XM815計劃時已要求這款新坦克需要有新型裝甲增強防護力，據指參與提交新坦克設計方案的萊斯勒車廠防衛部門曾於1973年7月前往英國喬巴姆鎮，參考由英國國防部下屬車輛工程局新開發的「喬巴姆裝甲」，但沒有資料顯示M1坦克是直接採用喬巴姆裝甲，其裝甲應是克萊斯勒車廠防衛部門在美國陸軍的彈道研究實驗室（Ballistic Research Laboratory）指導下開發。M1採用的裝甲是一款以陶瓷為夾層的複合裝甲，對高爆破甲彈及動能穿甲彈的防護表現均優於傳統鋼制均質裝甲及間隙裝甲。複合裝甲主要安裝在最易被擊中的位置，包括車體的正面，炮塔的正面和側面的前半部。過往的坦克炮塔為達到理想的傾斜避彈構型，因此多採用較容易造成曲面輪廓的鋼鐵鑄造工法生產。由於複合裝甲是由多種物料製造的夾層組成，如採用曲面構型不但加工難度較大，亦不利於複合裝甲的安裝及維護。蘇聯設計的坦克自二次大戰的T-34起一直強調傾斜避彈構型，戰後的T-64、T-72及T-80等戰車亦繼續保持傾斜及低矮的避彈構型，複合裝甲採用一體成型的嵌合鑄造。後期改良型號在鑄造時預留可更換複合裝甲之位置，但在安裝複合裝甲時勢必面對曲面加工的困難。西德豹二型的炮塔完全由垂直平面所組成，雖然可令複合裝甲的加工和安裝較為簡易，卻失去透過傾斜構型提高防護力的優勢。M1的炮塔採用由多個平面組成的傾斜構型，既可保持一定的傾斜避彈構型，又易於安裝複合裝甲。
M1的整體高度較上一代的M60巴頓坦克低矮，可利用較低矮的正面輪廓降低被發現和被擊中的機率。由於複合裝甲對高爆破甲彈（HEAT）的防護有優異的表現，而對抗尾翼穩定脫殼穿甲彈（APFSDS）的效果也比鑄造裝甲及間隙裝甲為佳，所以採用複合裝甲的M1坦克，在防護力方面明顯較使用鑄造裝甲的M60巴頓坦克有大幅提升。M1基本型採用以氧化鋁及陶瓷作為夾層的複合裝甲，對尾翼穩定脫殼穿甲彈（APFSDS）的等效防護達到350毫米，對高爆破甲彈（HEAT）的等效防護力達700毫米，能在正常交戰距離抵禦T-62坦克的115毫米滑膛炮發射的脫殼穿甲彈攻擊。
蘇聯在1960年代率先把自動裝彈機作為砲塔戰車的標準配備，T-64主力戰車成為第一種裝有自動裝彈機及在部隊列裝的有砲塔戰車，在1970年代開發的T-72及T-80均把自動裝彈機作為標準配備，可是蘇聯的戰車把炮塔吊籃置於裝彈機的上方，卻缺乏防爆分隔，一旦車輛被擊中及發生彈藥殉爆，爆炸的壓力便會把載有人員的炮塔拋離車體，引致人員死傷慘重。M1與同期西方國家設計主力戰車如西德的豹二型一樣維持人工裝彈，未有採用自動裝彈機。M1的構造將人員存活率列為首要考慮，採用隔艙設計將人員活動的戰鬥室與存放彈藥的彈艙分隔，大部分炮彈放在炮塔後部的彈艙內，所有炮彈均有獨立的容器，在戰鬥室和彈艙之間設有防爆門，防爆門平時在關閉狀態，當需要從彈艙取用炮彈時，人員使用膝部壓向防爆門的開關制，防爆門才會開啟。在炮塔後部的彈艙具有特別構造，彈艙的四周及底部結構堅固，在彈艙的頂部則蓋上可由艙內炸開的洩壓板，彈艙內的彈藥一旦被引爆，便會先炸開在彈艙頂部的洩壓板，爆炸產生的大部分能量先經由彈艙的上方釋放，配合戰鬥室和彈艙之間的防爆門，可以大幅減低當彈艙爆炸時對戰鬥室的損害程度，從而顯著提升在彈藥殉爆時的人員存活率。M1配備海龍滅火系統，感測器一旦檢測到彈艙的溫度驟升，便立刻釋放滅火劑壓制燃燒，配合獨立的彈藥容器，避免彈藥發生連鎖反應的爆炸，減少因彈藥被引爆而造成的嚴重損害。
自M1A1HA試驗車後，美軍自用的M1A1/A2都配備了貧鈾裝甲。貧鈾裝甲的製造技術被美軍列為最高機密，從沒有發表相關的技術訊息，但從波斯灣戰爭的戰績中可見，其防護力遠超普通複合裝甲。
M1備有核生化防護系統，初期型的M1使用中央過濾系統，人員各自佩戴供氧面罩呼吸經過濾的空氣。M1備有空調系統，即使在炎熱的沙漠，還是面對冰天雪地的寒冷氣候，都可為人員提供舒適的操作環境，而且車廂內的空間較為充裕，使得M1在不同天候下都可維持人員的戰鬥效率。

### 機動性

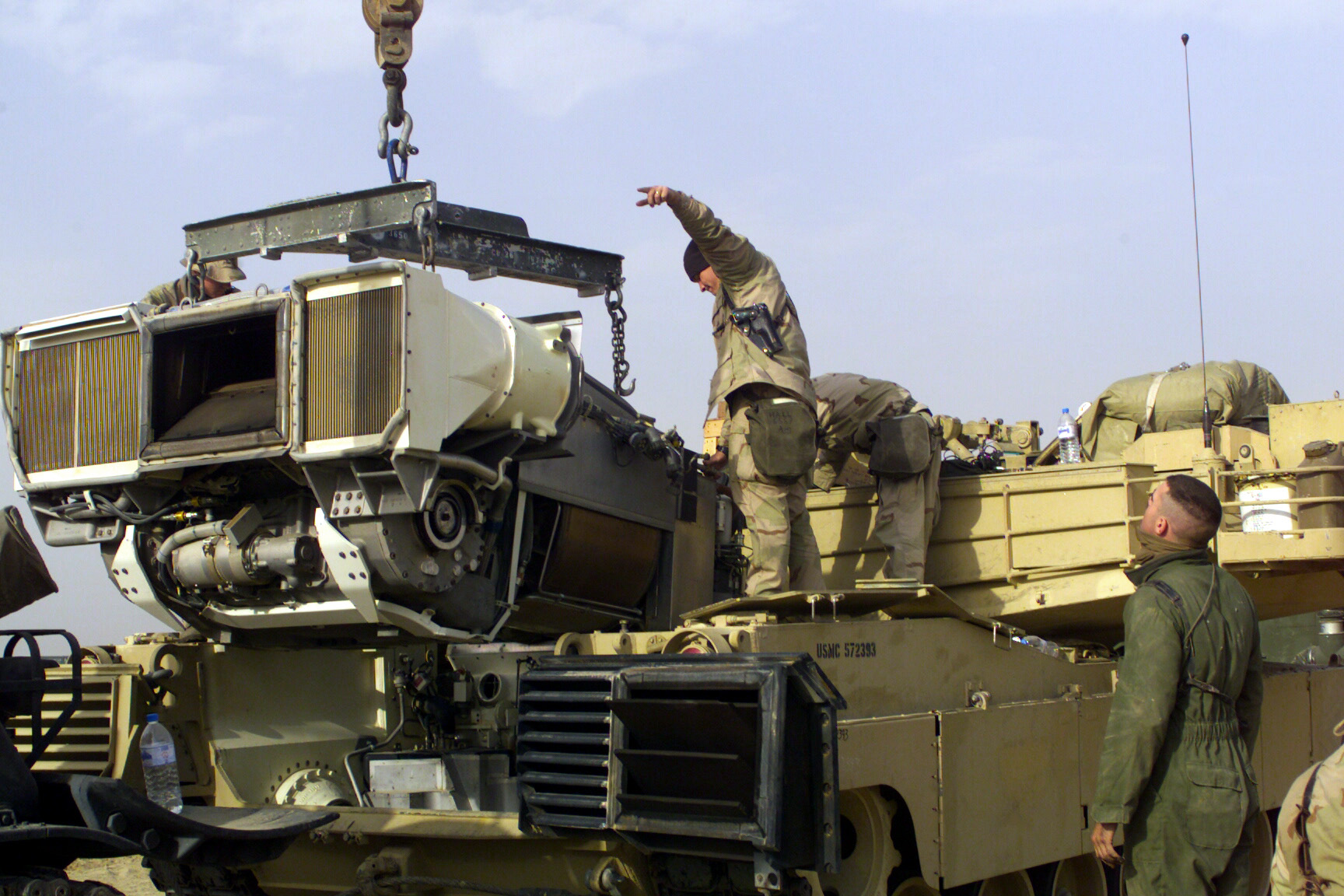
AGT1500燃氣渦輪引擎

M1坦克的動力系統與同時期的坦克相比，其中一大特色是使用燃氣渦輪引擎作為動力來源，這是繼蘇聯於1976年服役的T-80坦克後，另一款採用燃氣渦輪機作為主動力源的坦克。萊康明AGT1500燃氣渦輪引擎位於車體後部，引擎的進氣口在車體後部的上方，吸入的空氣由過濾器過濾後才流入渦輪機，渦輪機的排氣先由冷卻器降溫後再從車體尾部排出。戰車用燃氣渦輪機是一種渦輪軸發動機，構造與當代大部分戰車使用的柴油引擎完全不同，戰車用燃氣渦輪機在運作原理和構造上與在直升機普及應用的渦輪軸發動機卻是如出一轍，在維護及檢修方面與直升機引擎更接近。
AGT1500燃氣渦輪引擎可輸出1500匹馬力，可使用多種燃料，相較於當代坦克常用的柴油引擎，燃氣渦輪機的加速性較佳，起動反應快，即使在低溫下亦容易啟動，適合持續高速奔馳。因為燃氣渦輪引擎的主要機械動作是渦輪軸的旋轉，不會有柴油引擎利用氣缸內爆炸推動活塞往復運動而產生的震動，所以燃氣渦輪機震動小，也較寧靜。燃氣渦輪機的構造比柴油發動機簡單，檢修的複雜度較低，在同時代的戰車用柴油發動機，如要產生1500匹馬力，便要有10個或以上的氣缸，還要配備渦輪增壓器，構造複雜，零組件的種類也較多。在同時期能夠輸出相似功率的柴油引擎，如西德豹二型使用的MB873型12氣缸渦輪增壓柴油引擎，都要採用液冷式設計，在運行期間必須有足夠的冷卻液防止發動機過熱。由於水冷式設計的發動機需要配置冷卻用的水箱及水冷管道，也使得構造更為複雜。因為發動機的液冷系統本身也需要動力驅動，所以引擎輸出的動力會有一部分被液冷系統消耗掉。M1所採用的AGT1500燃氣渦輪引擎利用吸入的空氣冷卻，不但可以減省驅動引擎冷卻系統所造成的動力損耗，也不用配置引擎液冷裝置及液冷管道，這也是零組件的類型比液冷式柴油引擎少及結構較簡單的原因之一。
不過燃氣渦輪機在普及應用上需要克服不少難題，燃氣渦輪機本身的體積比同出力的柴油引擎較輕及較小，但因爲渦輪高速旋轉，渦輪機吸入的空氣如混雜有沙礫等異物，渦輪的葉片就容易被磨損，故此燃氣渦輪引擎對於進氣的品質要求較高，渦輪的葉片也要有更強的耐磨性，而且排氣量大及排氣溫度高，所以過濾器及冷卻器的體積都較同出力的活塞引擎為大，因此整套動力系統仍是很佔空間，進氣過濾器也需要經常清理，避免引擎發生故障。燃氣渦輪引擎的新造價格一般都較同級出力的活塞引擎高，相比起常用的柴油引擎有大量生產商可供應組件，燃氣渦輪引擎卻只有很少廠家具備研發和製造能力，所以燃氣渦輪引擎的造價較傳統柴油引擎昂貴。因為渦輪引擎的構造與常見於車輛的活塞引擎有較大分別，所以燃氣渦輪引擎的維護人員需要接受專門訓練，不能直接套用一般車用發動機的方式，在訓練及檢修所需的能量反而接近陸航直升機的渦軸引擎。
燃氣渦輪引擎在應用上最大的缺點是耗油量大，低速運轉時的燃油效率較低。雖然燃氣渦輪引擎在持續高速運轉時效率高，而且加速反應快，可以在短時間內加速至全速運轉，但燃氣渦輪機在低輸出下仍要維持壓縮機的轉速，避免燃燒室因空氣流量不足而熄火，即使調低引擎輸出也不能大幅減少燃料消耗量，所以燃氣渦輪引擎的燃料消耗量大於柴油引擎。M1的油箱容量達到1,900公升，比西德豹二型的1,100公升多800公升，但最大行駛距離比豹二型的550公里短，僅有500公里，在持續低速行車時兩者的差距將會更為顯著。美軍裝甲部隊在1991年進攻科威特城將伊拉克軍驅逐出科威特的4天行動中，需要每4至6小時補充一次燃料，對部隊的後勤補給能力有較高的要求。
雖然這款新引擎在M1坦克仍在研發時，美軍已預期有耗油量大、價格昂貴及可靠性仍有待改善的缺點，但當時北約部隊與華約部隊在歐洲大陸的前線處於對峙，在歐陸可能爆發大規模坦克戰的背景下，美軍認為裝甲部隊必須具備快速移動的能力，燃氣渦輪機具有起動快及加速反應快等優點，即使在寒冬的低溫下亦容易起動，能夠滿足調動迅速及高機動性的要求，因此美軍決定採用。由於美軍對新型坦克有急切需求，所以M1並未有完成全部耐久性測試便於1980年裝備部隊，但就令美軍在裝備M1初期便受到動力系統可靠性不足的困擾，其中一個主要問題是AGT1500引擎的渦輪葉片強度不足，容易因吸入的空氣存有如砂礫等異物而出現嚴重磨蝕，導致引擎經常需要拆出更換受損的渦輪葉片，美軍前線單位對M1坦克在實戰時的效能曾經也有疑慮，但M1坦克作為美軍當時最重要的新型地面裝備，在持續投入資源進行技術改進及建立完善的維護體制後，M1於1980年代中期已通過包括持續沙漠行駛在內的耐久性測試，確認M1的動力系統可在惡劣環境下持續穩定地運作。

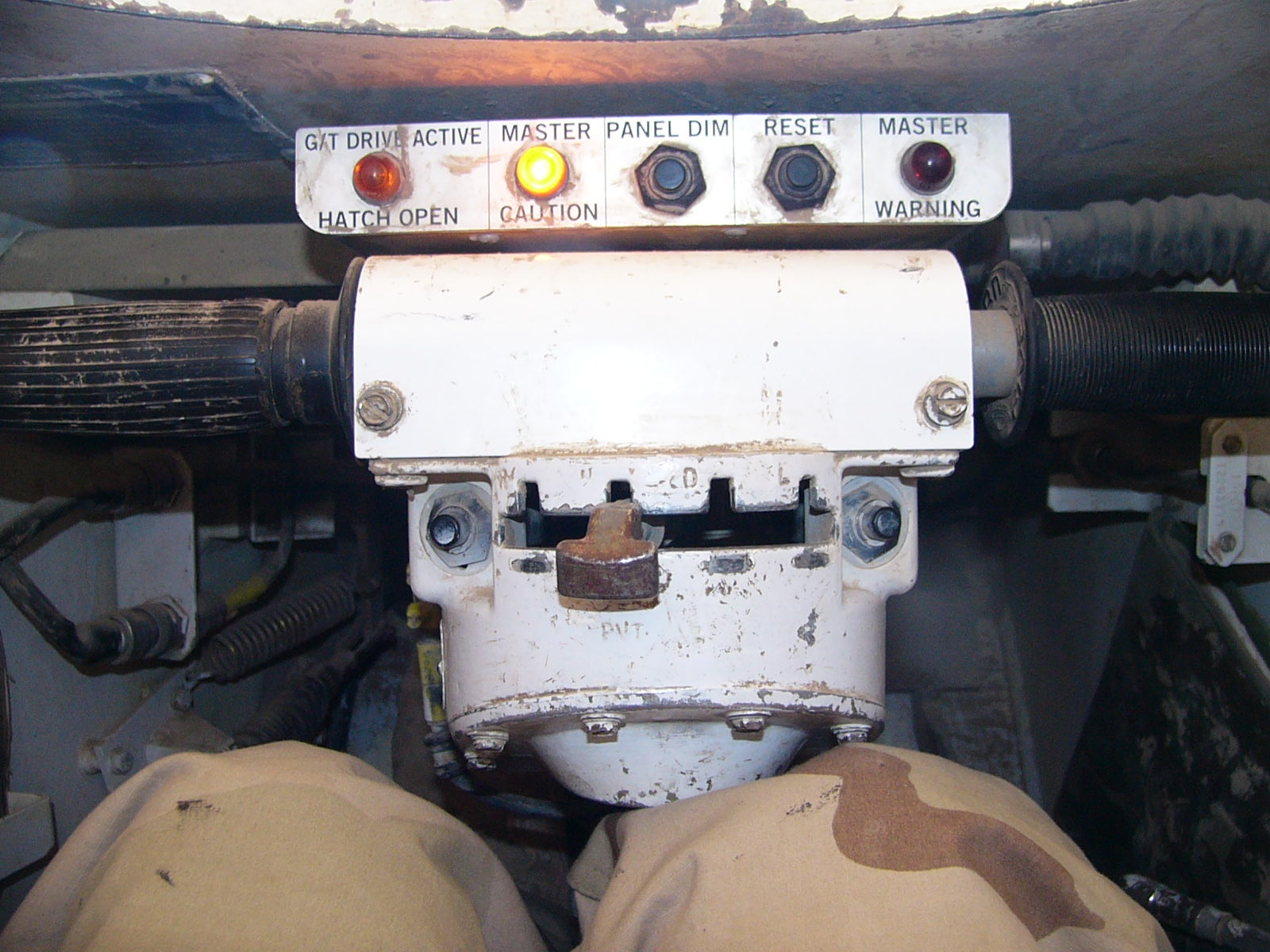
M1A1駕駛席前方的操縱桿

引擎配用由艾里遜開發的X-1100-3B液壓傳動系統，有四個前進檔及兩個倒後檔。液壓傳動系統比傳統純機械齒輪運作的傳動系統在變速及轉向方面都較為平滑，還可在轉向時提供無段變速，使履帶車輛在彎曲路段更易以不同半徑進行轉向，駕駛員使用一個倒T字形的操縱桿操作坦克，令駕駛M1坦克的感受有如開一般汽車。M1的車體每側有七個路輪，採用較小直徑的路輪可降低車身高度，誘導輪在前方，驅動輪在後方，並裝有兩對頂支輪。M1基本型使用T156型履帶，履帶的表面裝有橡膠塊，除可提供較佳的附著力外，行駛時亦較為寧靜。M1使用技術成熟的扭力桿懸吊系統，維護較為簡單，車體的兩側裝有側裙裝甲保護。
M1基本型的戰鬥重量54公噸，最高時速可達72公里，越野時速為48公里，由靜止加速至時速32公里只需7秒。M1的AGT1500引擎可使用汽油、柴油及煤油作為燃料，可適應不同的部署環境轉換燃料類型，例如在1980及1990年代於西歐部署的美國陸軍裝甲部隊，為配合北約地面部隊的主流而使用柴油作為燃料，但在2003年的伊拉克戰爭，因為美國陸軍大量使用直升機參戰，所以M1也使用飛機常用的煤油作為燃料，減低後勤負擔。

## 後續改良型

### 各型簡介

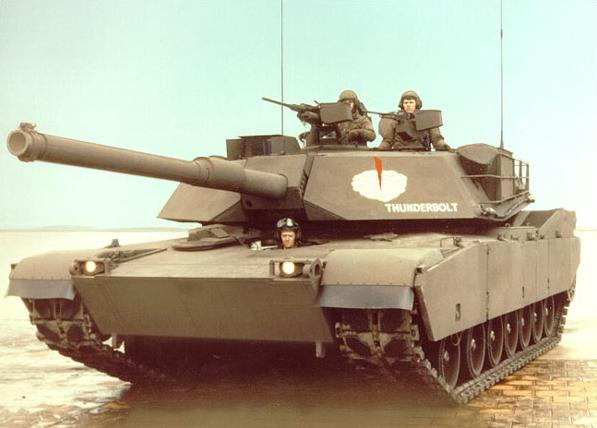
於1978年亮相的XM1

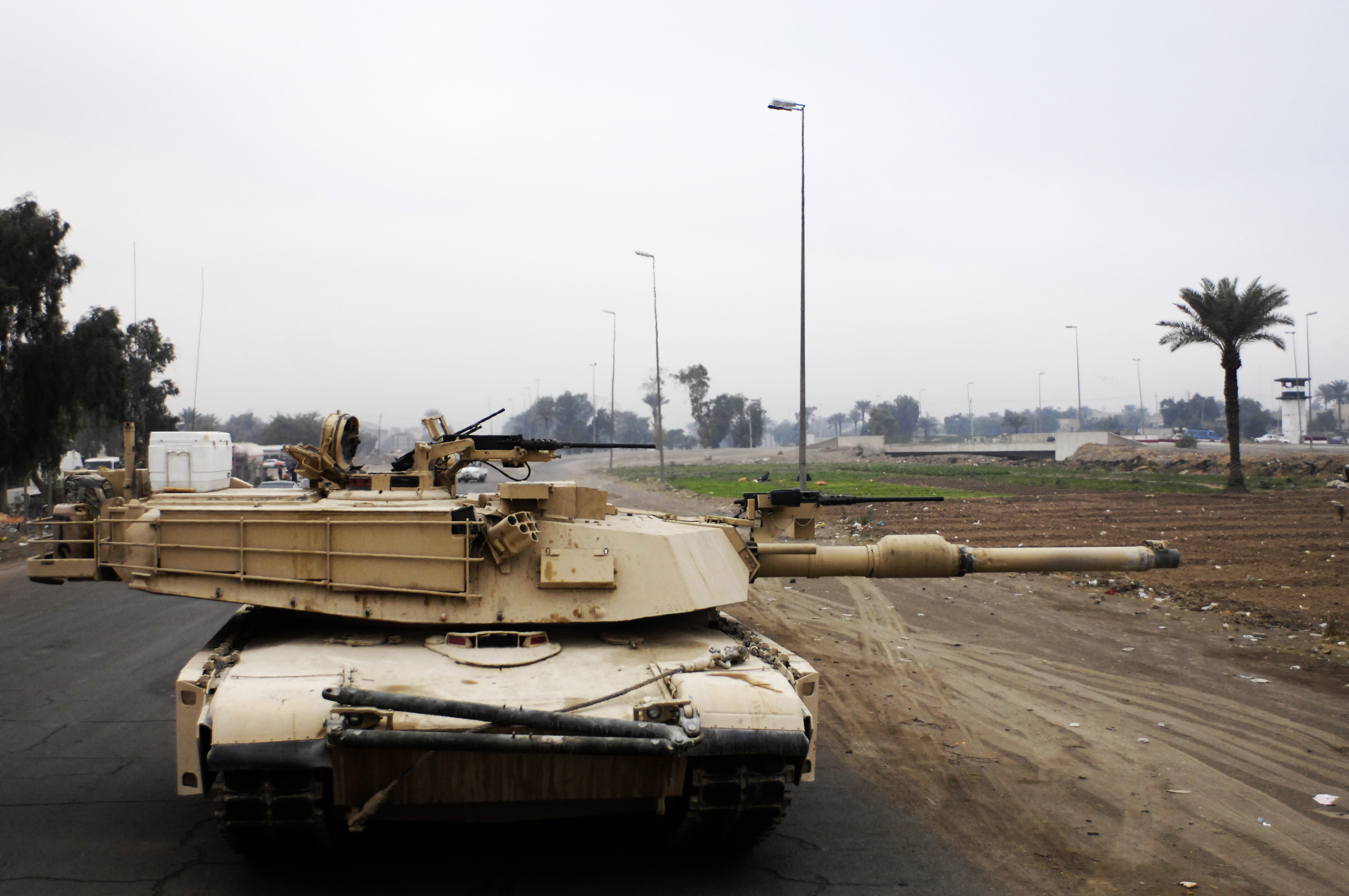
在伊拉克戰爭的M1A1，炮管加裝M2重機槍進行巷戰

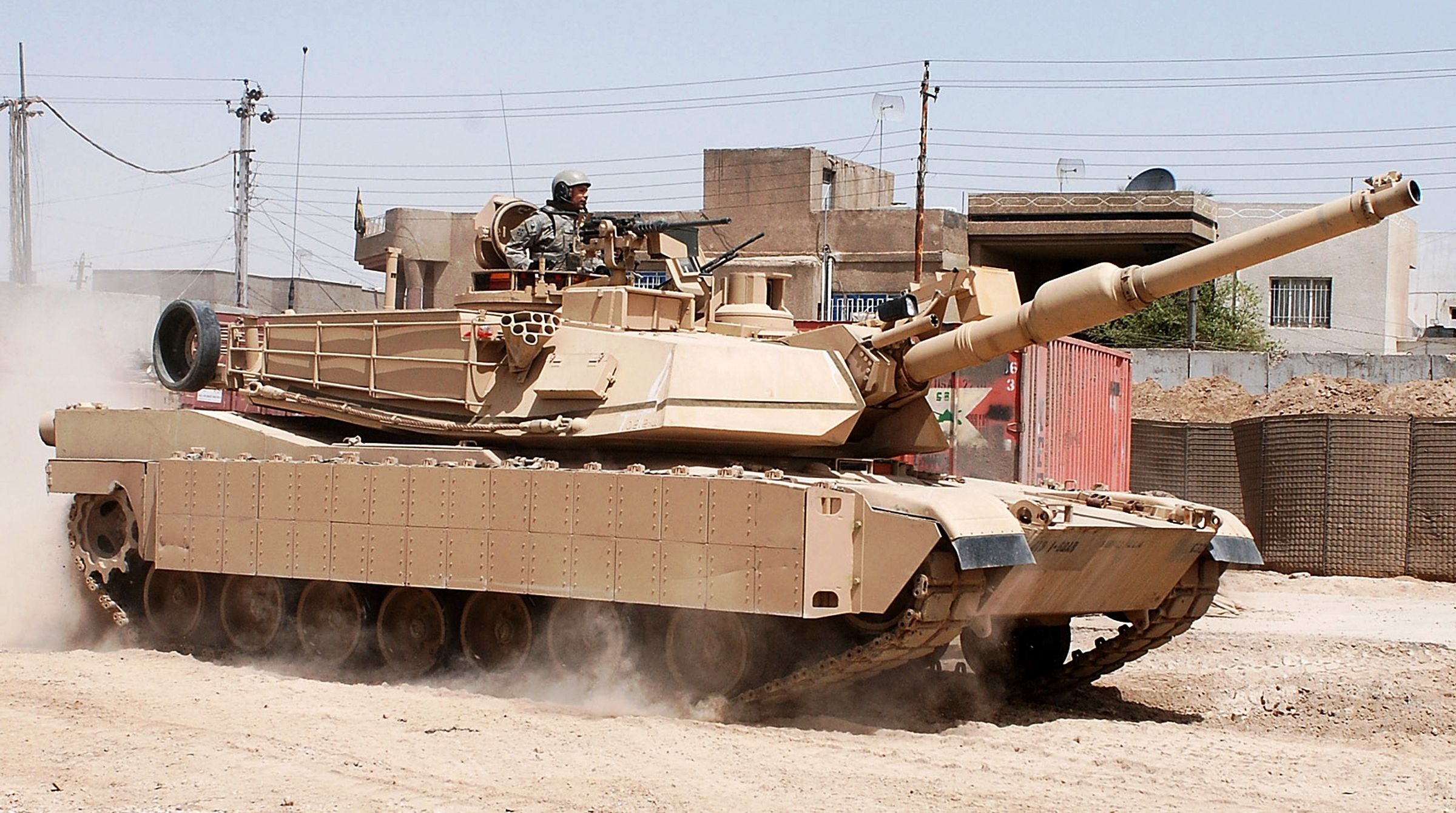
加裝TUSK「城市巷戰套件」的M1A2

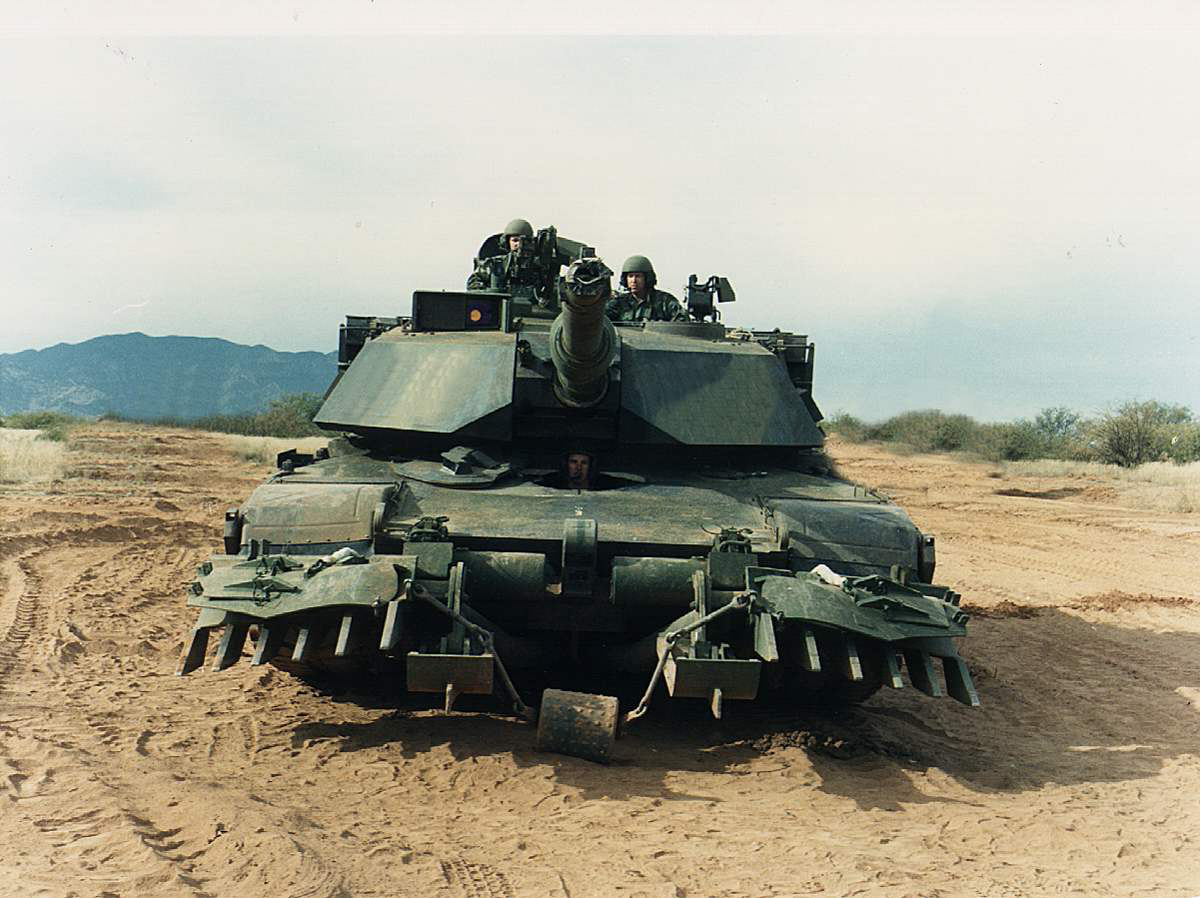
加裝除雷組件的M1A1

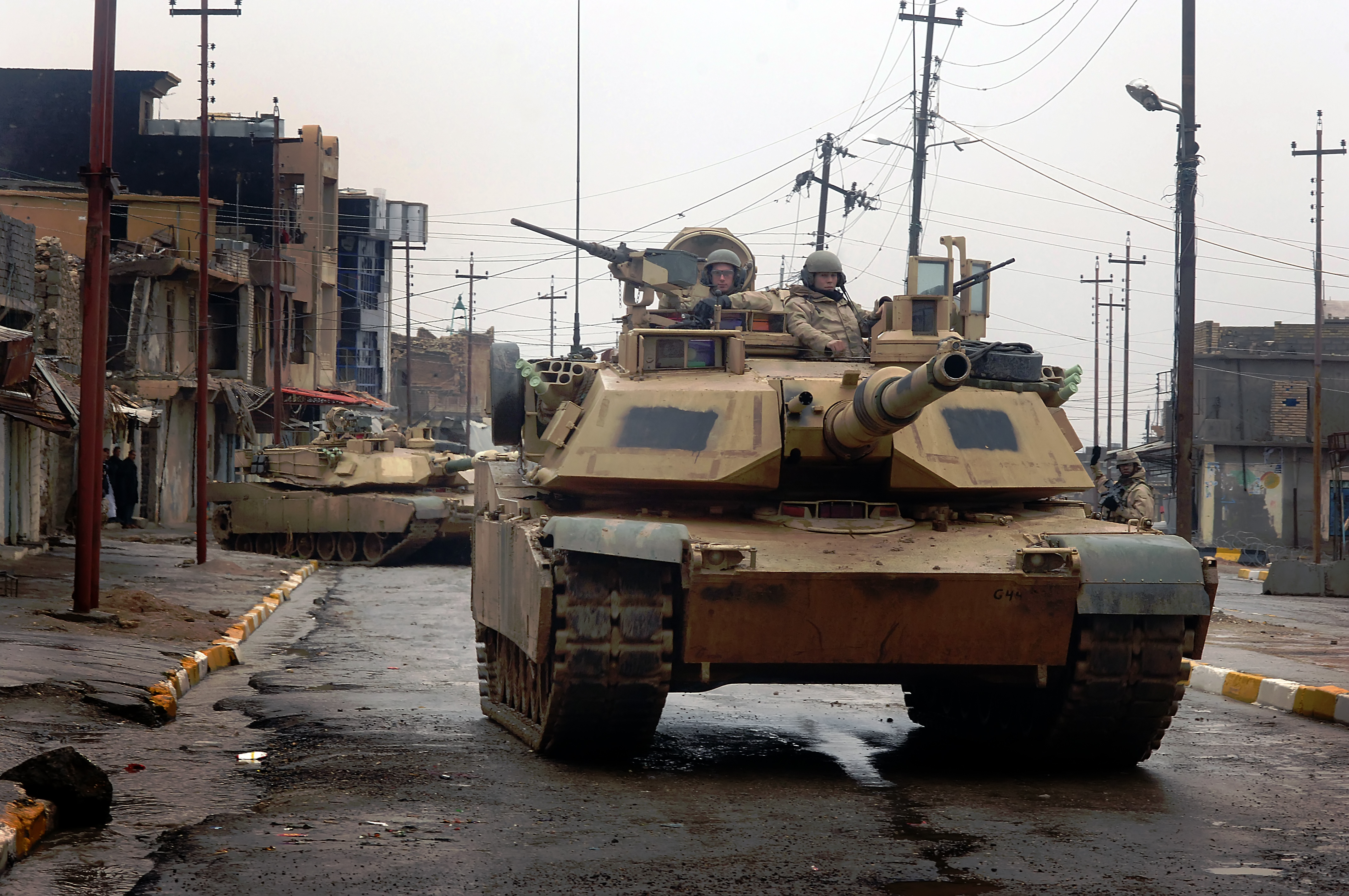
美國陸軍M1A2在伊拉克泰勒阿費爾進行戰鬥巡邏

- XM1-FSED：試製實驗模型。在1977至78年供開發及試驗用的先導車輛（Pilot Vehicle），從PV-1至PV-11，共有11輛原型車。
- M1：第一生産型。於1979年在俄亥俄州的利馬坦克工廠（Lima Army Tank Plant）投產，第一批共110輛量型屬於低速初始生産（LRIP），為進行量產型的設計優化，這批初始量產型的每輛車都有少許修改，因為具有實驗性質，所以這批量產車仍被稱為XM1，到優化定型後，全部初始量產型都統一修改為M1量產型的標準。1985年後，M1型轉由收購克萊斯勒防衛部門的通用動力地面系統負責生產（3,273輛在美國製造）。美国陆军装备的2,374辆基础型M1已于1996年9月全部退役[27]。
  - IPM1（性能提高）：於1984年投產，應用部分正在發展的M1A1技術，包含升級和重新配置等較厚的正面裝甲和新的炮塔，新炮塔被稱爲「長」炮塔來代替舊的「短」炮塔，裝甲厚度約650毫米，水平厚度880毫米（894輛服役于美國）。目前已经退役。
- M1A1：於1985年至1992年間生產。升級使用120毫米口徑滑膛炮，改裝為全車加壓式核生化防護系統及改良外部置物箱等（美國陸軍裝備4,976輛，美國海軍陸戰隊配備755輛，221輛售予埃及，59輛M1A1 SA出售到澳大利亞，包括由舊車升級到新規格）。
  - M1A1HA（Heavy Armor，重裝甲型）：添加第一代衰變鈾裝甲組件。少數坦克升級第二代衰變鈾裝甲組件，非官方編號為M1A1HA+。
  - M1A1HC（Heavy Common，重裝甲通用型）：增加了新的第二代衰變鈾裝甲組件（HA2），數位化發動機控制系統和其他小升級，陸軍和海軍陸戰隊也在此次統一規格。
  - M1A1D（Digital，數字化）：爲M1A1HC數位電腦升級，跟上M1A2 SEP，生産的數量只有2個營。
  - M1A1 AIMv1（Abrams Integrated Management 艾布蘭綜合管理系統）：升級軟體和增加前視紅外線（FLIR）改進的目標定位傳感器，一具坦克步兵電話，通訊設備，包括FBCB2和藍軍跟蹤，提升乘員對戰場態勢的感知，並且為車長的12.7毫米口徑機槍加裝熱成像儀。美軍車輛的升級合約由通用動力地面系統獲得[28]。
  - M1A1 AIMv2/M1A1 SA（Situational Awareness，形勢感知）：升級軟體和第三代衰變鈾裝甲組件（HA3）。
  - M1A1FEP（火力增強包）：爲美國海軍陸戰隊的坦克升級到M1A2 SEPv2 。
  - M1A1KVT（斯諾維亞變型坦克）：模仿俄制坦克作外觀修改及加裝訓練設備的M1A1，作為國家訓練中心的假想敵用車。
  - M1A1M：為伊拉克軍提供的版本，沒有衰變鈾裝甲。
  - M1A1 SA（特殊裝甲）：爲摩洛哥皇家陸軍訂制。
- M1A2：於1992年投產（美軍的新造車共77輛，另有600輛是從狀況較好的M1升級而成。其餘新造車包括售予沙特阿拉伯的315輛，售予科威特的218輛）。配備車長獨立熱像儀，快速連續瞄準兩個目标，而不需要經過每一個瞄準程序，預設配備第二代衰變鈾裝甲。
  - M1A2 SEP：「系統提升包」（System Enhancement Package），第三代衰變鈾裝甲組件升級石墨塗層（HA3）。240輛重新制造，500輛舊車升級，升級的車輛包括來自早期的M1和IPM1，以及400輛M1A1HA。
  - M1A2 SEPv2：「系統提升包二型」（System Enhancement Package Version 2）。改裝這批戰車所使用的電腦與美國陸軍未來戰鬥系統（FCS, Future Combat System）基本相同[29]。
  - M1A2 SEPv3（M1A2C）：升级主要体现在防护和动力/电力系统两方面。最明显的新特征是戰利品主動防禦系統和車體正面與砲塔兩側的额外装甲。其通过将HA3装甲升级为下一代进化装甲（NEA），增强车体和炮塔装甲，换装CREW电子战系统和采取各类防爆措施（IED），提高了生存能力。
  - M1A2T：供應中華民國的客制化版本，T代表臺灣[30][31][32]。該車型以M1A2 SEPv3為基礎發展[33][note 1]，在複合裝甲的貧鈾夾層由對外軍售規格的裝甲取代，車頂配有CROWS-LP低姿態遙控武器站，未有加裝主動防禦系統[note 2]。
  - M1A2K：供應科威特的客制化版本，將取代科威特陸軍在1990年代起使用的M1A2戰車[34]。
  - M1A2 SEPv4（M1A2D）：相较于M1A2 SEPv3主要改进为使用第三代改进型前视红外系统、雷声改进型炮长主瞄准镜和车长主瞄准镜、AN/VVR-4激光告警接收器等。配备全新120毫米XM1147「先进多用途炮弹」，以取代现役120毫米炮弹。2023年9月6日，美国陆军发布声明，将取消M1A2 SEPv4坦克的研发项目，转而研发M1E3坦克[35]。
- M1E3：第三代改良型。項目包括換裝新型55倍徑主炮，加裝自動裝彈機，更換同軸機槍為12.7毫米口徑，更新燃氣渦輪發動機及引擎數位控制系統，新增混合動力系統，換裝液壓懸吊系統，使用新型承載輪和橡膠履帶，以新型裝甲強化防護力又降低車重，強化電磁脈衝防護，更新電子設備，減少電磁及熱訊號的匿蹤處理及電子線路更新為光纖網絡，由於衰變鈾彈芯性質，提升砲彈初速並不會大幅增加穿甲深度，且55倍徑戰車砲遠較44倍徑長且重，因此美軍比起換裝火炮，美軍較致力於砲彈的改進，M1E3目前仍在開發階段。[2]

### IPM1
雖然M1坦克的裝甲防護較前代使用鑄造炮塔的M60A1坦克大幅提升，但對比蘇聯在同期開始部署的新型坦克，美軍評估後認為M1基本型的裝甲防護並不足以應付威脅，考慮到蘇聯的T-64、T-72及T-80都配備125毫米口徑滑膛炮，又大量使用反應裝甲強化防護力，蘇聯裝甲部隊還有數量優勢，所以美軍於1984年推出改進型IPM1，IP是（Improved Performance）的簡稱，亦即改進效能，而當時正開發中的M1A1，也有部分技術率先應用於IPM1。IPM1增強炮塔正面裝甲的防護力，炮塔正面裝甲比M1基本型加厚80毫米，也配合這項修改更換了炮盾，因此IPM1的炮塔外觀較M1基本型略長，所以IPM1又稱為長炮塔M1，相對而言M1基本型的炮塔便被稱為短炮塔，而往後的M1A1及M1A2都採用長炮塔構型。IPM1炮塔的後部儲物箱之外，另外加裝一個與炮塔同寬的大型儲物架，不但可增加儲物空間，也可使組員更易在炮塔後部的儲物箱取物，並可為炮塔後部提供額外保護。
由於車重增加，但動力輸出不變，所以最高路速下降至時速67公里。M1基本型的側裙裝甲採用斜切輪廓，雖然對車體後部及驅動輪有較大範圍的覆蓋，但使用經驗發現，如果經常在泥濘下行駛，驅動輪很容易積聚大量泥巴，增加履帶脫落的機會；有見及此，IPM1將最後一塊裝甲裙板修改為圓弧形的較大缺口，驅動輪雖然會因此暴露出更多，但可以避免積泥產生的問題；而之前已生產出的M1，就對最後一塊側裙裝甲板進行切割改造，縮減裙板的覆蓋範圍。

### M1A1

M1A1

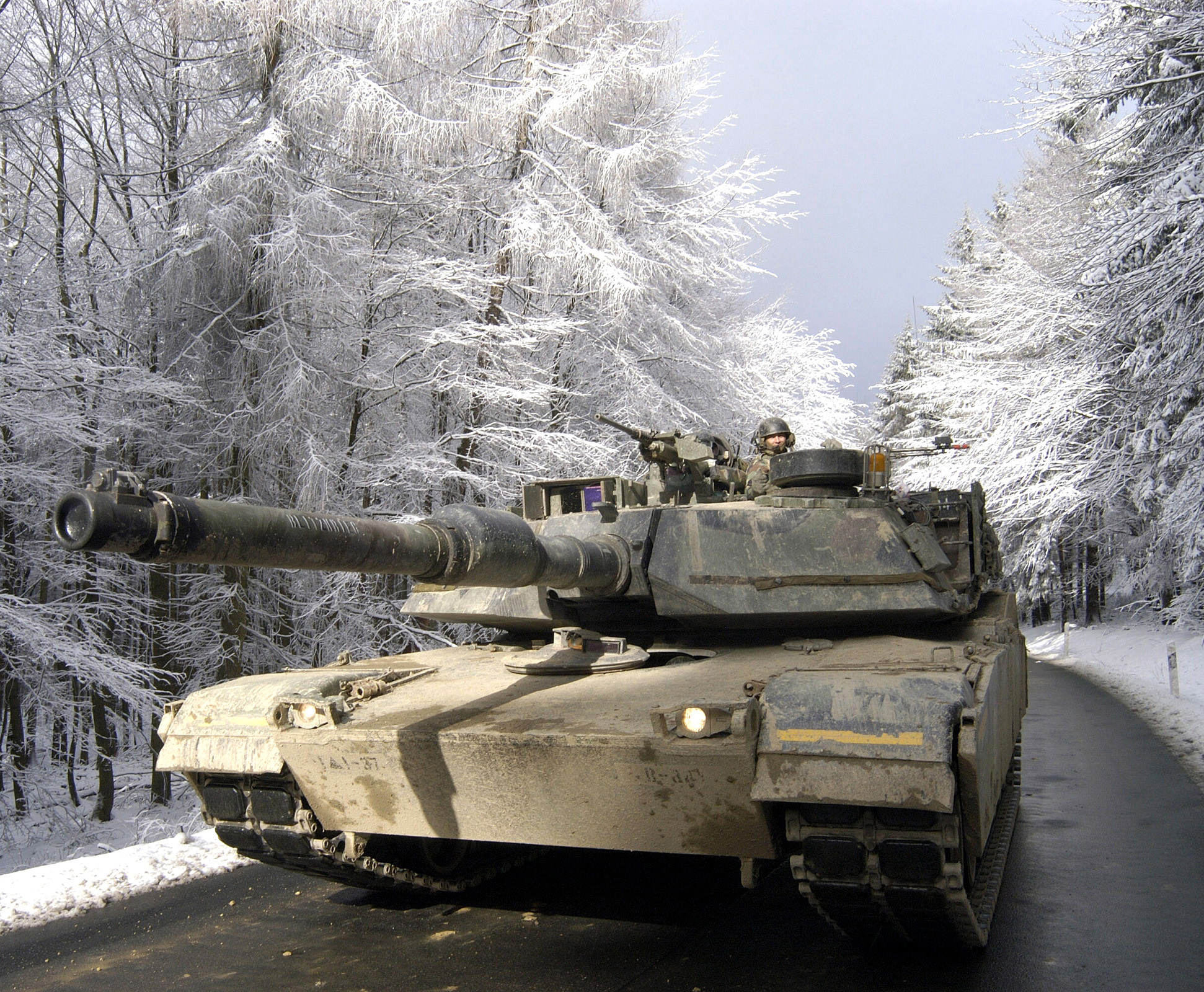
在德國進行冬季演習的M1A1

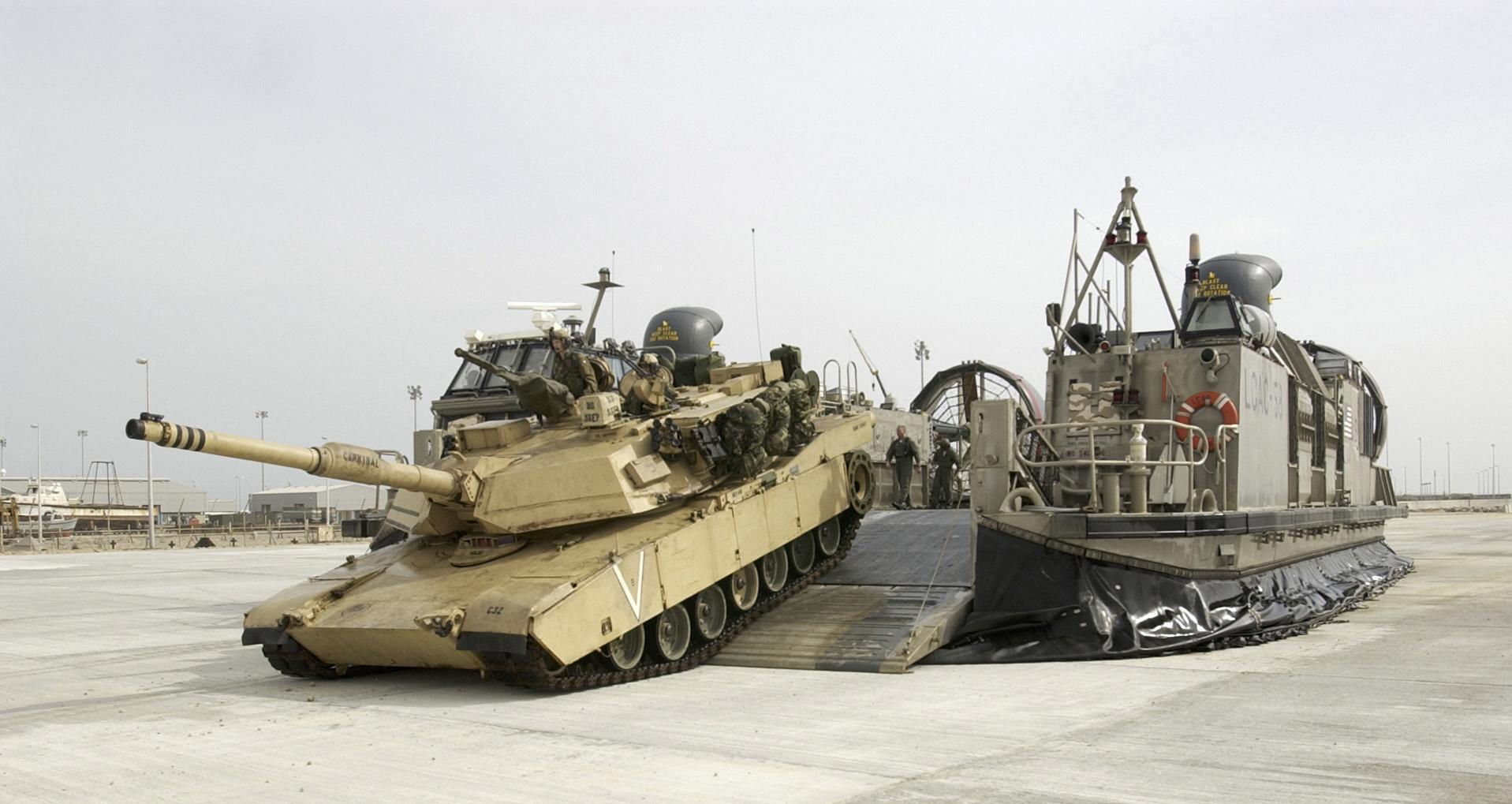
美國海軍陸戰隊的M1A1正從氣墊登陸載具駛下

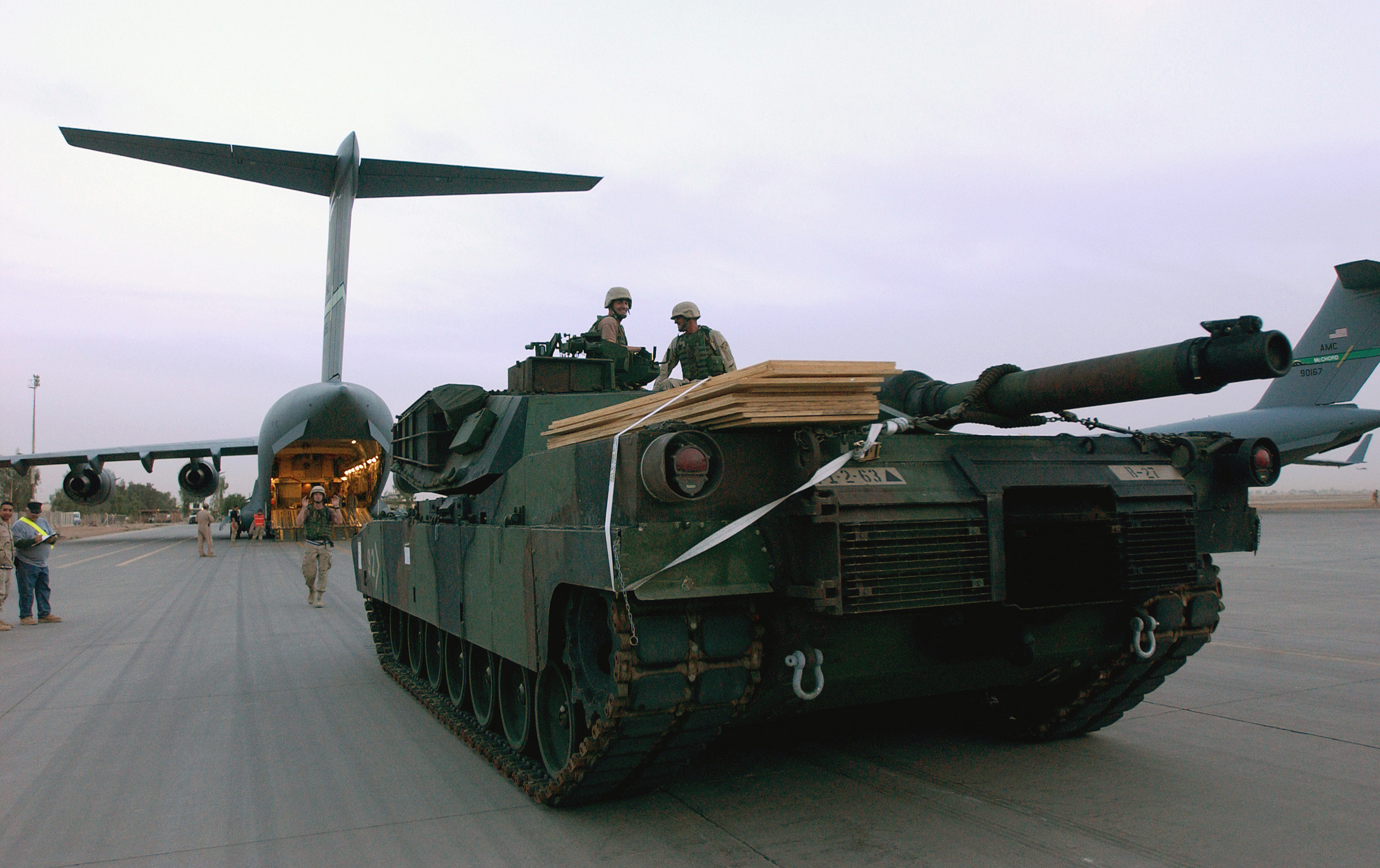
由C-17空運的M1A1

在1980年服役的M1坦克雖然配有先進的射控系統，擁有優異的射擊命中率，但其105毫米口徑的M68A1線膛炮在火力上被認為不足以應付不斷推出改良型的蘇聯坦克，如蘇聯在1970年代末期推出的T-72A及T-80B便加厚炮塔前裝甲，蘇聯亦致力於開發反應裝甲加強防護力，如1985年出現的T-80BV便加裝大量反應裝甲，而最新出現的T-80U不但有新設計的炮塔，更採用新型反應裝甲，對成形破甲彈及動能穿甲彈的防護力都有明顯增強。
由於裝用105毫米口徑線膛炮的M1基本型在火力上已落後於蘇聯及西歐剛服役或開發中的新一代坦克，所以美軍在M1基本型投入量產後隨即提出開發改良版的M1，並要求裝上120毫米口徑炮提升火力。首輛裝有120毫米口徑滑膛炮的M1於1984年製造完成，並以M1E1為編號展開測試，測試項目除了調整火控系統外，亦測試引擎輸出馬力不變，但車輛負重增加下對機動性的影響。由於120毫米炮開火時產生的後坐力遠比原先的105毫米炮巨大，因此懸吊系統能否有效承受120毫米炮開火時產生的後坐力，同樣是重要的檢測項目。M1E1於1985年通過測試後獲美軍正式採用，型號定為M1A1，M1的生產線於同年以M1A1取代原先生產的IPM1。
M1A1配備一門44倍徑120毫米口徑的M256A1滑膛炮，取代M1基本型使用的M68A1 52倍徑105毫米口徑線膛炮，這款火炮是衍生自西德萊茵金屬（Rheinmetall）的44倍徑120毫米Rh-120滑膛炮，該炮本身是西德豹二型坦克的標準配備，美國取得授權生產後，由位於紐約州的沃特夫利特兵工廠加以改良，成為美軍制式的M256A1滑膛炮。M256A1滑膛炮的基本設計雖然來自西德萊茵金屬的Rh-120滑膛炮，但對炮架及垂直式炮閂作出改進，並降低全炮的重量及減小需佔用的空間，反後坐裝置也有所修改，配有液壓駐退機和同心式復進機。M256A1滑膛炮使用電力激發開火，由於120毫米口徑的彈藥直徑較大，所以備彈由M1早期型的55發減少至41發。
美國引進萊茵金屬Rh-120滑膛炮時亦取得生產配套彈藥的授權，但美軍沒有直接採用西德設計的穿甲彈，而是由陸軍彈道研究實驗室開發更具威力的貧鈾彈芯穿甲彈。最初測試的是XM827翼穩脫殼穿甲彈，XM827基本上是將西德DM13翼穩脫殼穿甲彈的鎢合金彈芯改為貧鈾製造的彈芯，利用貧鈾的高密度及穿甲時的自銳特性，使彈芯可穿透更厚的裝甲。雖然XM827的穿甲深度及準確度都達到最初設定的需求，但美軍決定開發重新設計的XM829，不但增加彈芯的長徑比，也改進發射裝藥，使穿甲效能大幅超越西德的原裝彈藥，成為美軍於1985年裝備的M829翼穩脫殼穿甲彈，此型穿甲彈可於2000公尺擊穿540毫米的均質裝甲，是M1A1在服役初期最主要的反坦克彈藥，而後美軍又於1980年代末期換裝經改良的M829A1，美軍的M1A1在1991年的海灣戰爭便是使用此型穿甲彈擊毀多輛伊拉克軍的T-72坦克。
由於彈藥重量增加，所以美軍曾經考慮使用自動裝彈機代替裝填手裝彈，英國Meggitt曾提交自動裝彈機的設計方案，可在維持炮塔的整體設計下，在尾艙收納34發由自動裝彈機裝填的120毫米炮彈。不過安裝自動裝彈機後，車上的人員編組便會由四人減少至三人，如進行彈藥和油料補給，及在野外為車輛進行維護工作時，每名成員便須要分擔更多的工作量，在戰時如有人員因受傷而出現缺員將會大幅影響作戰效率，自動裝彈機如發生故障又難於以人力裝彈，而同樣安裝120毫米口徑炮的西德豹二坦克也是採用四人編制，所以美軍決定在M1A1維持四名組員的設計。
除改用120毫米口徑炮提升火力外，也改進了射控系統，包括改用新款環境感測器，亦改進了車長及炮手的顯示器。M1A1的複合裝甲也有所改良，對抗穿甲彈攻擊的防護力增加至400毫米以上。M1A1量產型在炮塔頂部的左前方，設有一個有裝甲密封及以螺絲鎖緊的圓形備用開口，供日後安裝當時仍在開發中的車長獨立熱像觀測儀（CITV），這個預備開口的設置可令將來在炮塔加裝觀測設備時無需在炮塔開洞，使車輛的改良及升級更為容易。M1A1採用車廂加壓式核生化防護系統，使車內人員艙室的空氣壓力高於外界，令外面受污染的空氣不能流入人員艙室，人員可以不佩戴供氧面罩即可呼吸經過濾後的空氣，可維持核生化環境下操作的舒適性。
M1A1的重量增加至57噸，引擎的輸出功率沒有改變，路速降至時速67公里，行車距離亦縮減至約為463公里，但傳動系統及懸吊系統有所改良，越野時速仍保持48公里。

### M1A1HA

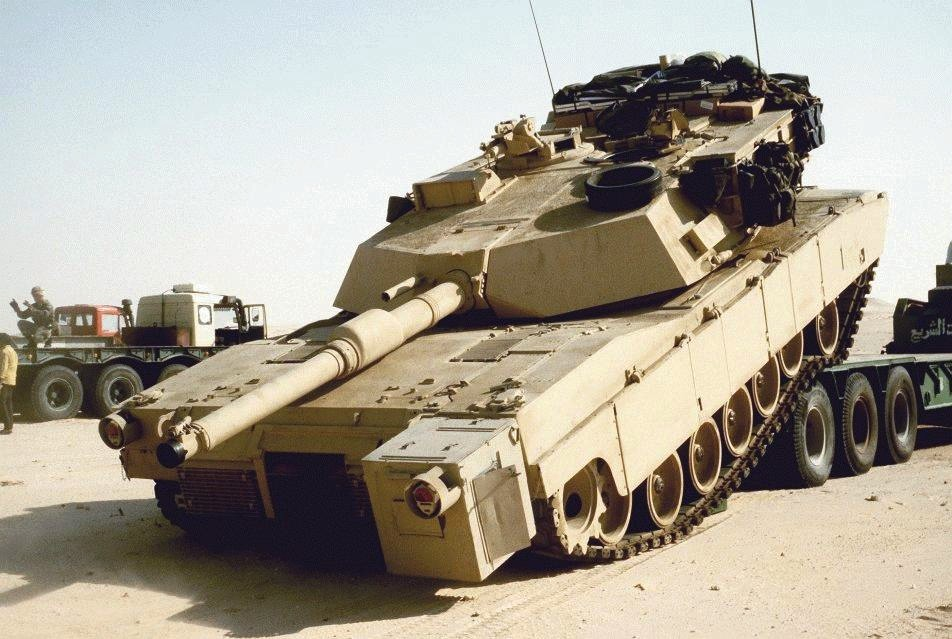
1991年美軍參加沙漠風暴作戰的一輛M1A1，此車的車尾右方追加了一台方箱形的輔助動力單元

考慮到T-72及T-80都配備有125毫米口徑的2A46滑膛炮，而蘇聯除了提高新式鎢合金穿甲彈彈芯的長徑比外，亦正在開發以貧鈾作為彈芯材料的尾翼穩定脫殼穿甲彈，美軍評估後認為M1的裝甲防護力不足以應付蘇聯新式坦克配合其新型彈藥的威脅，因此美軍在1980年代中期積極開發以貧鈾作為複合裝甲夾層的貧鈾裝甲，並於1986年起展開測試。貧鈾是核工業從鈾分離出鈾235後剩餘的物料，主要成分是鈾-238，其密度高于鎢，但需要經過複雜加工才可以用於製造裝甲，而貧鈾裝甲的生產及加工技術被美國列為機密。
在波斯灣戰爭前夕，美軍為部分參戰的M1A1坦克進行改裝，其複合裝甲以新開發的貧鈾及陶瓷物料作為夾層，而使用貧鈾複合裝甲的M1A1被稱為M1A1HA，HA是表示重裝甲（Heavy Armor）。由於貧鈾的密度較高，可提升裝甲對抗動能炮彈的防護力。「貧鈾裝甲升級套件」覆蓋炮塔正面和側面，以及車體的正面，配備有貧鈾裝甲的M1A1HA，整體防護力提升至第三代坦克的領先水平。由於改裝貧鈾裝甲後重量增加至58公噸，M1A1HA改用加大橡膠塊面積的T158型履帶，這款履帶後來成為M1系列的標配。
雖然貧鈾彈藥的穿透力出色，而貧鈾裝甲可供極佳的防護力，但貧鈾被認為仍具有放射性。在1991年波斯灣戰爭後，部分參戰官兵罹患「海灣戰爭綜合症」（巴爾幹症候群），而貧鈾彈被懷疑是引起發病的物質，但美國政府認為兩者沒有關係。

### M1A2

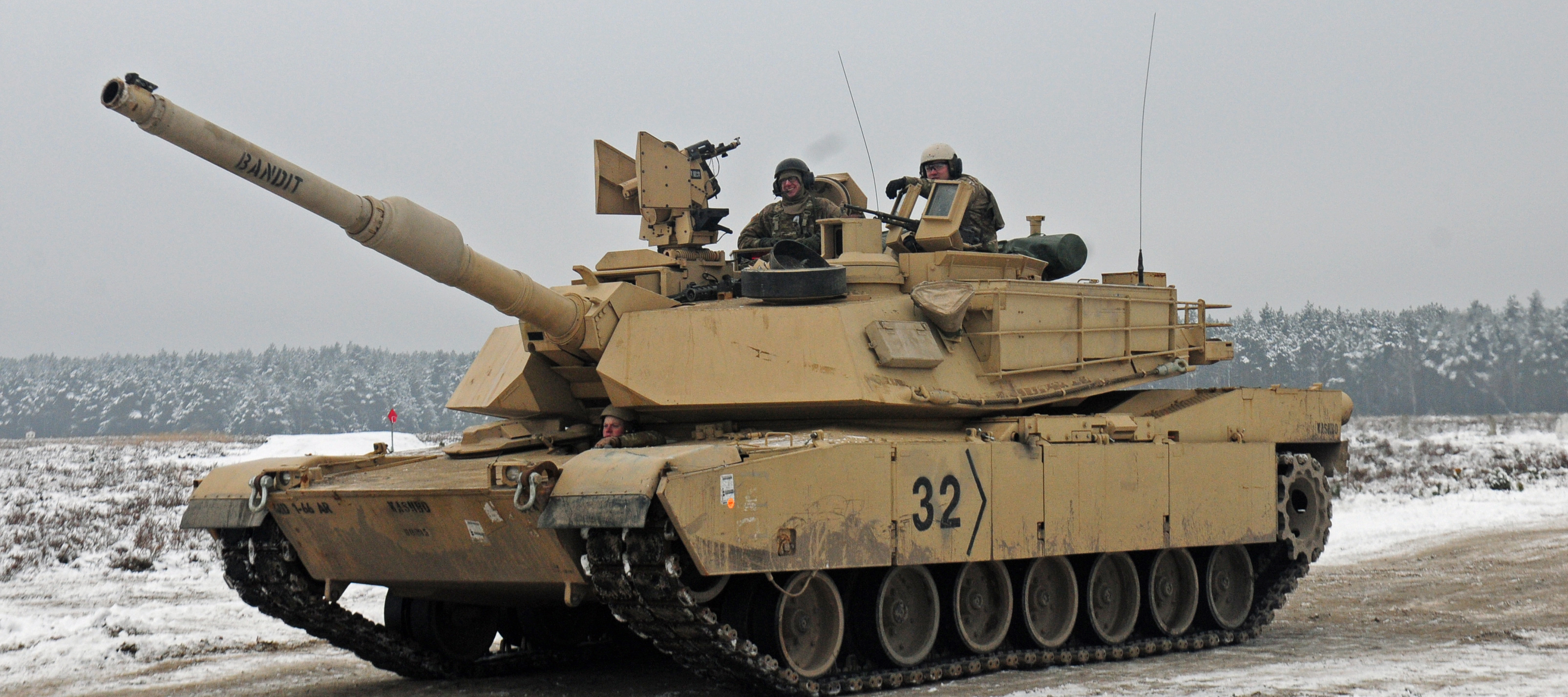
演訓中的M1A2

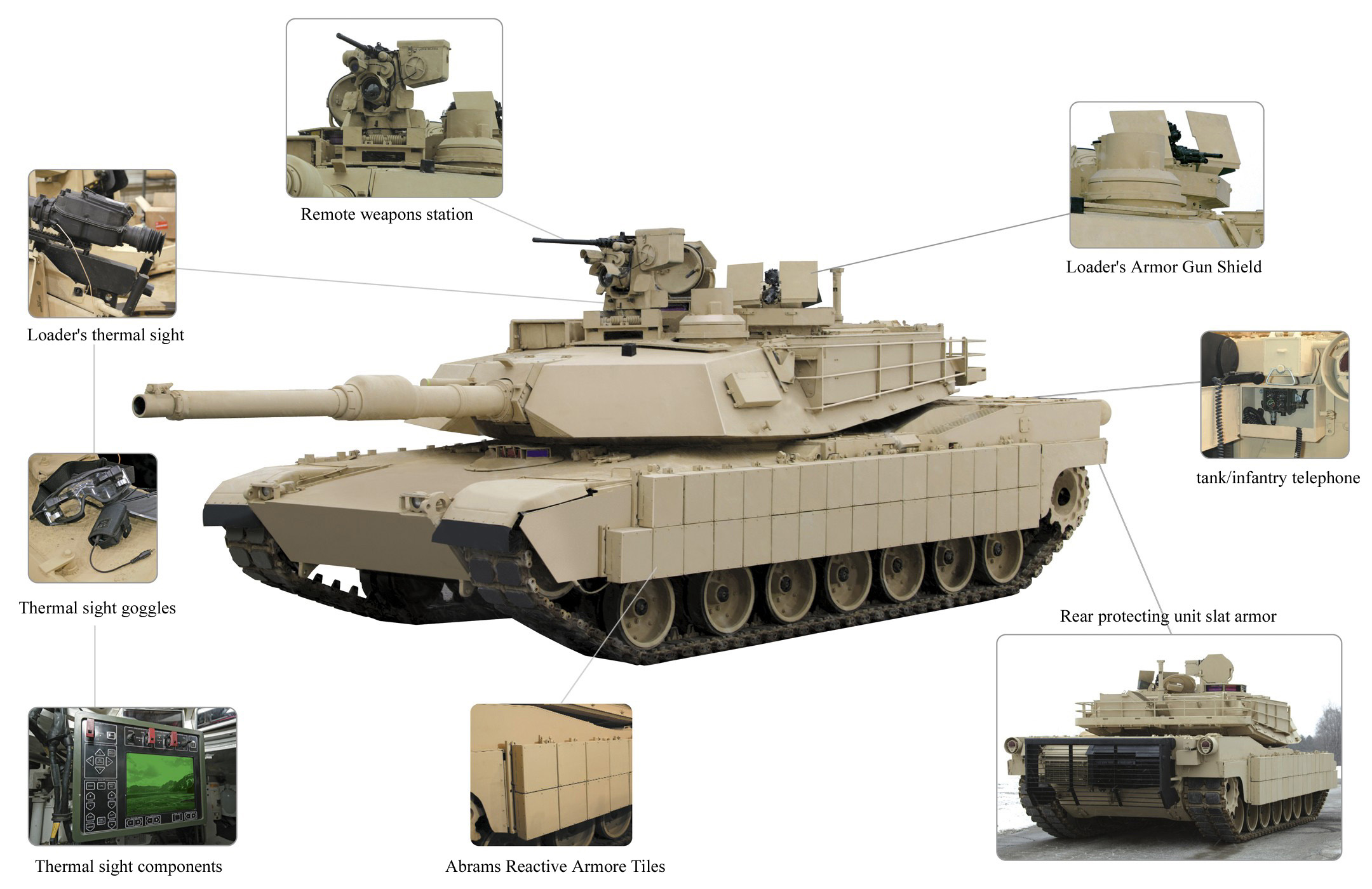
M1A2艾布蘭加裝TUSK I及遙控武器站的改良型

M1A1剛服役不久，美軍為應付1990年代可能出現的蘇聯新一代坦克，於是在1986年開始測試更先進的M1A2，這是M1系列繼M1A1後另一個主要改良版本。M1A2配備有車長獨立熱成像觀測儀（Commander Independent Thermal Vision, CITV）及車輛互聯資訊系統（Inter-Vehicular Information System, IVIS），還有其他高科技電子設備。在以往的M1坦克，車長如在車內觀察環境及搜索目標，主要使用安裝在車長槍塔的潛望鏡，如在夜間或天候不佳時，便要與炮手共用配備熱成像儀的主瞄準器，如此當炮手瞄準目標時，車長便不能使用主瞄準器搜索目標，大大限制車長在夜間觀察環境和搜索目標的能力。為了加強車長搜索目標的能力，西德在1979年服役的豹二型便裝有一具供車長使用的全景觀測儀，這具可旋轉的觀測儀可將影像放大，增強車長識別遠距離目標的能力，但沒有夜視功能，只可於日間使用。之後，越來越多新型坦克為車長裝設專用的全景觀測儀，不過這類全景觀測儀在當時不是缺乏夜視功能，便是僅配備夜視效能受到較大限制的星光夜視儀。因為M1和M1A1坦克都沒有專供車長使用的全景觀測儀，所以美軍決定將這種裝置列入M1A2的重點項目。由於美國擁有獨步全球的熱成像科技，因此美軍要求為新開發的M1A2加裝一具整合熱成像夜視功能的車長獨立熱成像觀測儀，確保美軍的夜戰能力具有領先地位。M1A2與之前的M1坦克在外觀上最大的分別，便是在炮塔的左上方新增一具由德州儀器研發的車長獨立熱成像觀測儀，這具旋轉式觀測儀具備熱成像夜視功能，令車長不論日夜都無須與炮手共用主瞄準器搜索目標。當車長發現更具威脅的目標時，可立即通過按鈕使炮塔轉向新目標，並交由炮手瞄準及開火，這樣不但可大幅提升M1A2搜索目標的能力，應對突然出現的高威脅性目標亦有更快的反應速度。
除了提升搜索目標的能力，在波斯灣戰爭中衛星定位系統展現出在陌生環境下作戰的重要性，M1A2將全球定位系統列為標準配備。使用第一代貧鈾裝甲的M1A1HA在海灣戰爭中表現出優秀的防護效能，M1A2配備經改良的新一代貧鈾裝甲進一步提升防護力。另一個改良是將輔助動力系統作為標準配備，輔助動力系統主要由充電器及蓄電池組成，可在不發動主引擎的情況下使用電池提供的電力維持坦克運作，不但可在冷車起動初期加快各系統的運作，不啟動引擎亦可降低車輛散發的熱輻射，可應用於在隱匿下對敵方開火伏擊。原本M1A1的輔助動力系統並非標準配備，只是在車尾後方追加一個盒狀裝置，其突出於車體後方的輔助動力系統不但容易受損，而且效能較低，M1A2則將輔助動力系統整合到車內及增強效能。M1A2的車長槍塔將潛望鏡由六具增至八具，雖然可提供更佳的觀測視野，但在車長槍塔上的M2重機槍取消了車內操作的功能，車長需要伸出車外才能夠操作機槍。
M1A2於1992年起在美國陸軍服役，原計劃將生產近三千輛，用以取代全數M60巴頓系列主力坦克，但由於美蘇冷戰在此時已經結束，西歐爆發大規模坦克戰的可能性降低，歐美各國對新型坦克的需求量亦因此下降。美軍在1990年代初決定縮減裝甲部隊的規模，M60主力坦克無須有新車替換便直接除役，而早期生產的M1及M1A1亦轉為庫存備用。為應付國防預算的縮減，美軍沒有大量購買全新製造的M1A2，改為在現役的M1或M1A1進行定期大修的時候，選取部分車輛提升為M1A2和M1A2 SEP的規格。由於使用封存車輛升級的費用比購買新車低廉，而且美軍有數千輛M1及M1A1的庫存，因此亦有部分外國買家選擇購買美軍封存的M1A1二手車，經翻新及升級後使用。

### M1A2 SEP
為提升M1A2在複雜環境下的作戰能力，美軍因此於1999年開發（System Enhanced Package，SEP）「系統改進包」，加裝大量電腦設備，包括加裝數位化戰場系統，這套系統達到FBCB2的規格，不但使各輛M1A2可分享戰場資訊，亦可將各輛M1A2所收集的資訊發送到指揮單位，指揮單位可通過系統更準確掌握戰場態勢，因應戰場形勢的變化適時調配各作戰及支援單位，增強協同作戰能力，從而提升作戰效率，包件還包括為新增的電腦設備加強冷卻的空調系統。
後續的SEPv2加裝CROWS II無人槍塔，人員無需伸出車外便可操作機槍，車體外掛的裝甲也有提升。另外還包括換裝新一代熱成像系統、車長獨立熱成像儀、真彩平面顯示儀、數位化地形圖、熱控制系統，以及最新的數位化指揮、控制和通訊裝備，是美軍21世紀軍力計劃陸軍數位戰場的核心，是美軍現役最先進的數位化坦克。
M1A2 SEPv3升级主要体现在换装新的装甲辅助动力单元（APU）、车载电子系统、改良装甲材质、引擎及传动机构升级，以及柯林斯航空28kW主发电机。重點在發電系統，以適應額外新增的電子設備，包括新式射控系統和戰車自主檢查系統，可以迅速得知車輛本身的問題。通过加裝效能更强、由裝甲包覆的马文陆地系统10kW輔助動力單元（APU），讓戰車在主發動機關閉時，仍能維持各項電子設備運作。APU作为装甲辅助动力单元，提升了发电能力以应对未来的设备需求。M1A2 SEPv3全面翻新了AGT-1500燃气轮机，并升级成X1100-3B1传动系统，以适应坦克重量的进一步提升。M1A2 SEPv3还改进了计算机系统、升级了各型战场管理系统，并通过软硬体改进升级新型火控系统，增加了弹药数据链（ADL）及其配套弹药的使用能力。M1A2 SEPv3能使用「先进多用途炮弹」（AMP）的升级弹药数据链和电子战装置，例如阻止遥控启爆装置的「反遥控自制爆炸物装置-电子战系统」（CREW Duke V3），同时也包括了安装以「第二代蓝军追踪系统」（BFT2）为主要架构的「联合战场指挥平台」（JBCP），相较于第一代追踪系统，第二代的数据更新速度更快且更精确，以强化M1A2 SEPv3具备快速作战和机械化作战的效能。車長所操控的遙控武器站（CWS）改良了射控系統，車組乘員可以利用CWS設定主砲砲彈的爆炸距離，砲手的瞄準裝置也換裝功能更佳的紅外線熱影像儀。M1A2 SEPv3首輛原型車於2015年展開測試，2016年獲美軍採納，首輛生產型於2017年10月移交給美國陸軍測試。
M1A2 SEPv4將配備全新傳感器、多用途彈藥及新型裝甲，包括全新的雷射測距機、車長/炮长操作介面、第三代前视红外传感器、彩色攝影機、整合式車載通信網路、全新滑環（以傳輸更多電力以及資料）、先進橫風感測器、彈藥資料鏈結、雷射警告接收器，以及全新的120毫米多用途炮彈。多用途炮弹有3种引爆模式：立即引爆、延迟引爆、空中引爆。炮手可以根据战场不同状态目标，通过编程选择不同的引爆方式。
美國眾院軍委會認為，M1A2 SEPv3和M1A2 SEPv4這種「錯綜複雜的命名方式，無法清楚簡單傳達重要能力升級」，並在審議2019財年預算時，呼籲美軍進行調整，美國陸軍也從善如流，確定了M1A2C與M1A2D的新名稱。但目前美军士兵的操作手册、美国国防部和国会预算办公室（CBO）的文件显示，这两型坦克有效的名称指定依然是M1A2 SEPv3和M1A2 SEPv4，而不是M1A2C和M1A2D。

### M1A1/2 TUSK
城市生存套件是一套供M1A1及M1A2在進行城市戰時，增強戰鬥力及生存能力的強化套件，可由前線單位為車輛加裝。由於城市戰時坦克需要抵受從四方八面射來的敵方火力，車體側面及後方的裝甲防護又遠不及炮塔及車體正面，容易被敵方以反坦克導彈及火箭炮從後伏擊重創，所以該套件特別對裝甲比較脆弱的部分加強防護，使車輛可抵禦單兵攜帶式反坦克武器所常用的成型裝藥彈頭攻擊，套件包括在側裙的外側加裝爆炸反應裝甲，在車體後部加上保護引擎的柵欄。早期的M1及M1A1都可讓車長在車內操作M2重機槍，M1A2更換車長槍塔的款式後卻將車內操作重機槍的功能取消，但在伊拉克城鎮進行巷戰的經驗顯示車長伸出車外操作機槍是十分危險，所以這款套件便將車長槍塔換裝為M153 CROWS II遙控武器站。裝填手使用的7.62毫米口徑M240通用機槍則加裝護盾及夜視瞄準儀，從而提升近戰的火力及成員操作武器的安全性。為改善協同步兵作戰的效率，車身後部加裝供步兵與車內人員通話的電話系統。
M1A1及M1A2都能加裝下列巷戰套件：

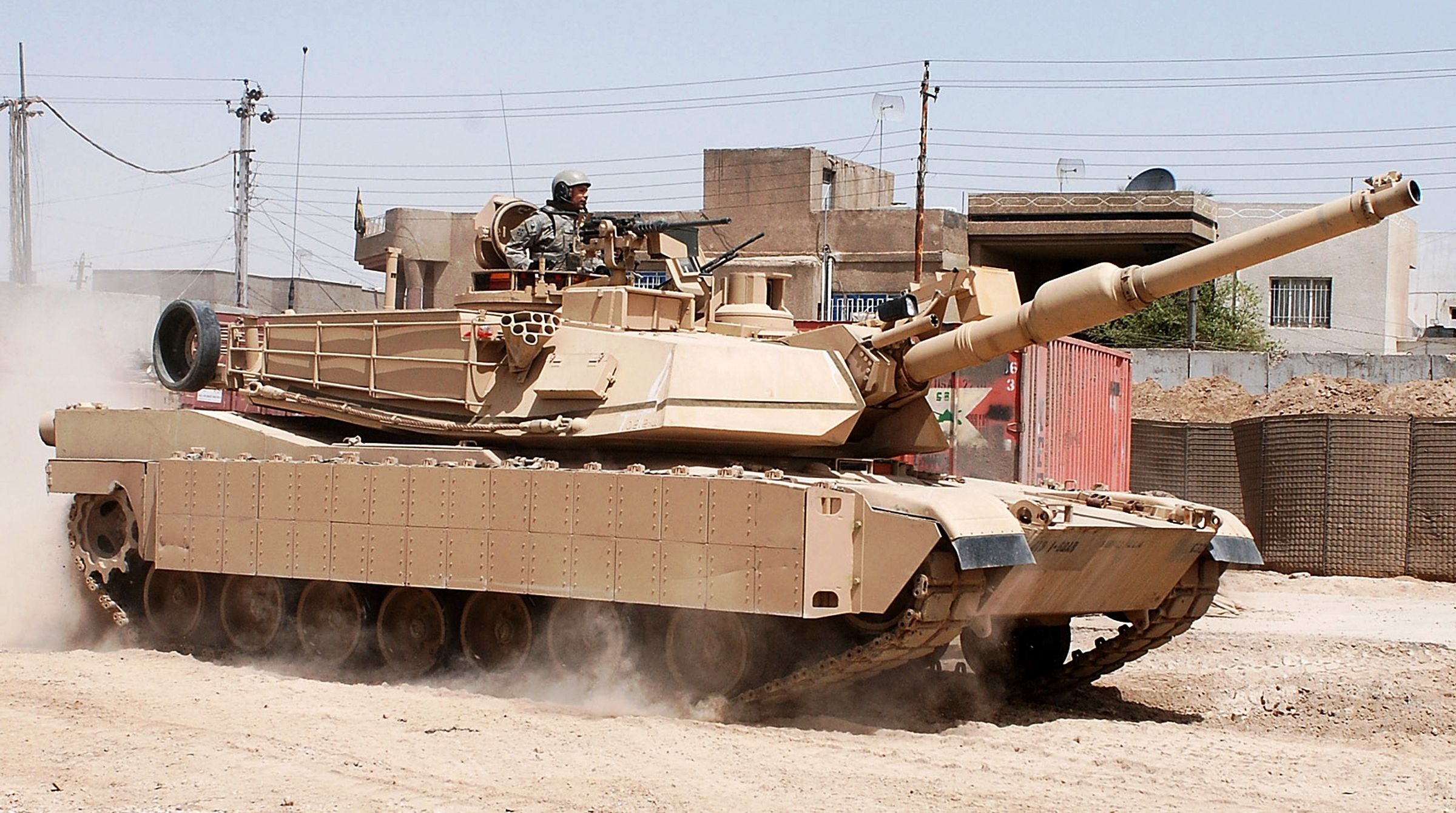
美國陸軍所屬的M1A2加裝TUSK

- TUSK I（Tank Urban Survival Kit I）城市巷戰套件一型：兩側加裝M19 ARAT-I（Abrams Reactive Armor Tiles 1）反應裝甲塊，車頂機槍周圍加裝防盾，車底加裝V型防地雷/IED裝甲以增強抵禦地雷的能力，炮塔頂部供車長及裝填手使用的機槍都加裝夜視鏡。車外右後方加裝步/戰協同電話（Tank Infantry Phone，TIP），並在主炮炮盾上加裝反狙擊手用的M2重機槍以強化巷戰火力; 車內人員安全措施也有加強。
- TUSK II（Tank Urban Survival Kit II）城市巷戰套件二型：在TUSK I的基礎上進一步強化防護能力，如大幅強化兩側機槍周圍的防盾，在車體兩側的M19 ARAT-I裝甲塊和炮塔兩側再增加M32 ARAT-II（Abrams Reactive Armor Tiles 2）瓦片型反應裝甲，並在車尾加裝攝影機與熱影像儀強化以強化對後方監視能力。

### M1E3

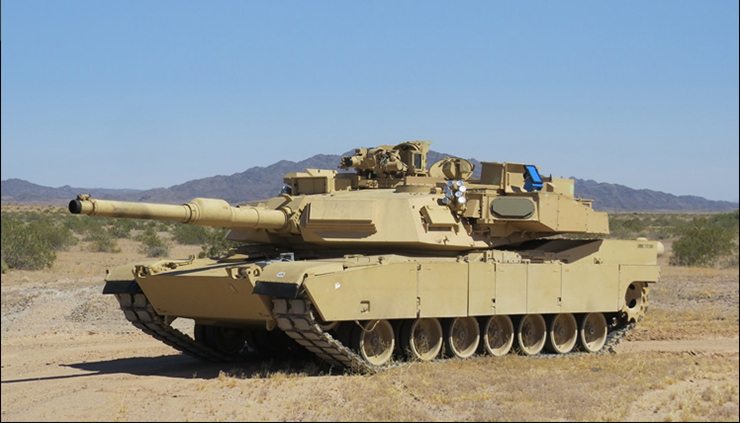
美國海軍陸戰隊所屬的M1A1加裝以色列戰利品主動防禦系統進行測試，引入主動防護系統是M1E3其中一個強化防護力的選項

此計劃是要發展M1系列繼M1A2後的重大改良型號，M1作為1980年代服役的戰車，許多M1A1已使用的部件不是停產就是早已落伍（44倍徑主炮和AGT1500引擎已停產），自2009年起開始研發，該改良計劃並不需建造新的車體，而是更換全新設計的炮塔，使未經大規模車體改動的M1系列都可升級到M1E3版本，計劃預期可將M1系列的服役期限延長至2050年。計劃後來因刪減預算而延後，其部分技術被用于現役車輛升級至SEPv3的改裝上，美軍改為將現役的M1A1逐漸升級至SEP規格暫時代替。沙烏地阿拉伯及科威特等外國用戶，以及計劃購入M1坦克的希臘及中華民國，由於計劃采購的車輛數量較少，所以較大機會進行升級，但較難大幅攤薄重大升級的成本。沙特和土耳其最終在英國、法國和德國的産品中選擇了德國豹2的改良型，但德國基於兩國近年積極介入鄰國武裝衝突和國內人權狀況，所以仍沒有將豹2坦克出口到沙特，本身是北約成員國的土耳其也僅取得在1980年代中期已服役的豹2A4。
M1E3至今尚未定型，但目前已知較之前的改良型有較大幅度的升級。改進重點爲換裝伯奈特開發的XM291電熱化學炮，此炮的口徑為120毫米，長度55倍徑，比現有的M256A1滑膛炮增加射程、精度及穿透力，除可發射新型增程炮彈，也可發射以色列的LAHAT炮射飛彈。由於萊茵金屬已停產44倍徑舊主炮，海外用戶為後勤考量也可選擇Rh-120的55倍徑新主炮。增加伯奈特開發的XM91自動裝彈機，炮塔彈艙可容納17枚120毫米炮彈，採用輸送帶方式進彈，而車體彈艙可儲存33枚120毫米炮彈，各彈艙之間裝有防爆隔牆。配合自動裝彈機，射速可達到每分鐘8至12發，乘員也減少為3人。增加雷神公司開發的Quick Kill主動防護系統，原理類似軍艦的垂直發射系統，由氣體產生器先將彈藥彈出，彈藥的推進火箭再於空中點火，不但能減輕發射時所承受的應力，也可避免車輛受發射火焰所影響，該系統安裝在炮塔左右兩側，便能提供全周防護，也能攔截如標槍飛彈之類的攻頂武器攻擊，並不像舊式系統為達到覆蓋四周，而要在炮塔和車體大量安裝，但對來自車頂上方的攻擊仍然有攔截死角，也容易對坦克周圍的步兵造成傷害。由於美軍刪減預算，所以此裝備將會先行應用於外國用戶的升級。將同軸機槍由原先的M240改為M2重機槍。換裝由奇異與漢威共同開發的LV100-5燃氣渦輪發動機，此發動機原本應用於已取消的XM2001自走炮，LV100-5輸出馬力1540匹，相較於AGT1500具有體積重量更小、加速更快、更安靜、熱訊號低、更省油、更可靠及維修更便利，而且不冒黑煙，新引擎配備數位控制單元，可有效控制不同路速下的燃油消耗，提升運作效率。此外，引擎控制單元也與車載機能檢測系統與自測系統連結，除了平時回報引擎的資料和狀態，並作為車載機能檢測系統調整引擎輸出的回饋外，發生異常狀況時也能立刻回報，有利於後勤維護。換裝液壓懸吊系統以提升越野能力，使用新型承載輪，換裝使用壽命更長、噪音更低，及更易維修的新型橡膠履帶。翻新舊有的SEP系統以降低維護成本，改善作戰效能，並強化抗電磁脈衝能力。採用模組化裝甲，在拆除部分裝甲下將戰鬥重量減為55噸，車輛推重比提升至每噸27匹，可減少運輸機的空運負擔及配合快速部署，如面對高威脅情況可加裝非爆式反應裝甲，總重量將增至約66噸。
換裝引擎部分，相較於其他仍在生產的部件，M1坦克自服役起使用的AGT1500燃氣渦輪引擎已於2000年停產，美軍如因刪減預算而延後換裝引擎的計劃，將對現役M1的延壽造成重大影響，也會衝擊到外國用戶現役和新購的M1。因應換裝為LV100-5燃氣渦輪引擎的計劃可能延後或取消，由奇異、MTU、漢威及CAT等公司提供的燃氣渦輪引擎或柴油引擎，可能被作為替代方案。其中由德國MTU提供的「歐洲動力包件」（Euro Power Pack，EEP）已經在M1A1進行測試。計劃訂購M1A2的中華民國陸軍因應新型引擎未有定案亦考慮改用柴油引擎，但換裝其它型號的引擎如涉及改動變速器及操控系統的設計，並要支付相關開發費用，所以中華民國決定繼續採用原有的AGT1500燃氣渦輪引擎，而美軍對LV100-5的換裝計劃仍未有實施時間。
M1E3这一命名中的字母E意为现有平台上进行工程改进和试验的代号，代表比细微修改更重要的变更，且需要指定原型和开发配置，在结束工程开发投入生产时获得带字母A的正式型号，按此推测其最终定型后名称将为M1A3。M1E3预计将在2030年代初形成初始作战能力。

### 技術測試平台

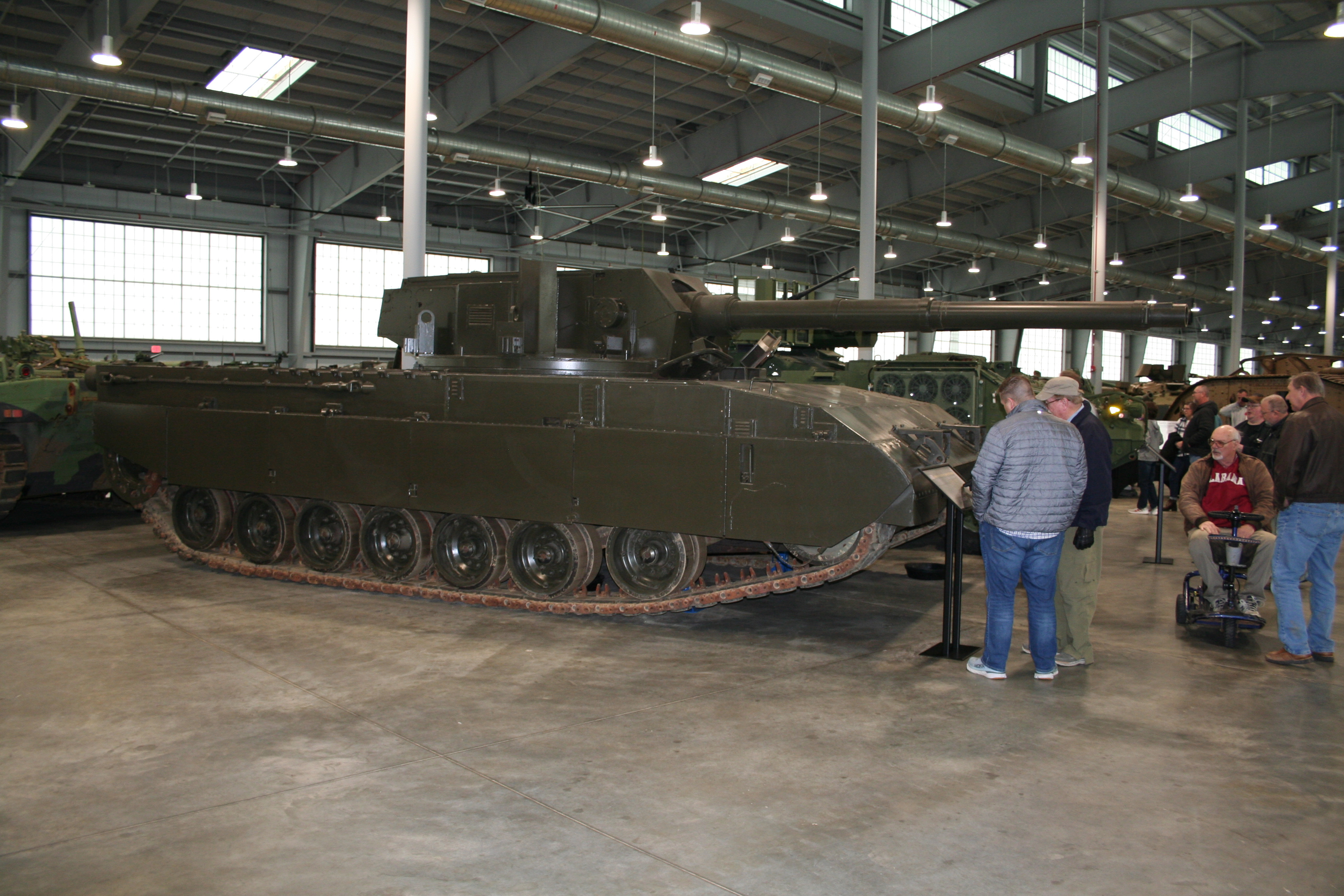
M1TTB（坦克試驗台）

- CATTB（先進技術部件測試平台）：以M1為基礎的新技術驗證車，配備一門140毫米口徑滑膛炮，在炮塔加裝自動裝彈機，強化裝甲防護，換裝新型引擎和其他升級，試驗於1987年至1988年間進行，仍沒有公開亮相。
- M1TTB（坦克試驗台）：採用無人炮塔，3名車組成員位於受重裝甲保護的車體前部，主武器是一門備有自動裝彈機的120毫米口徑滑膛炮，用於新一代坦克的研發，原型車現存放於博物館。

### 衍生車型

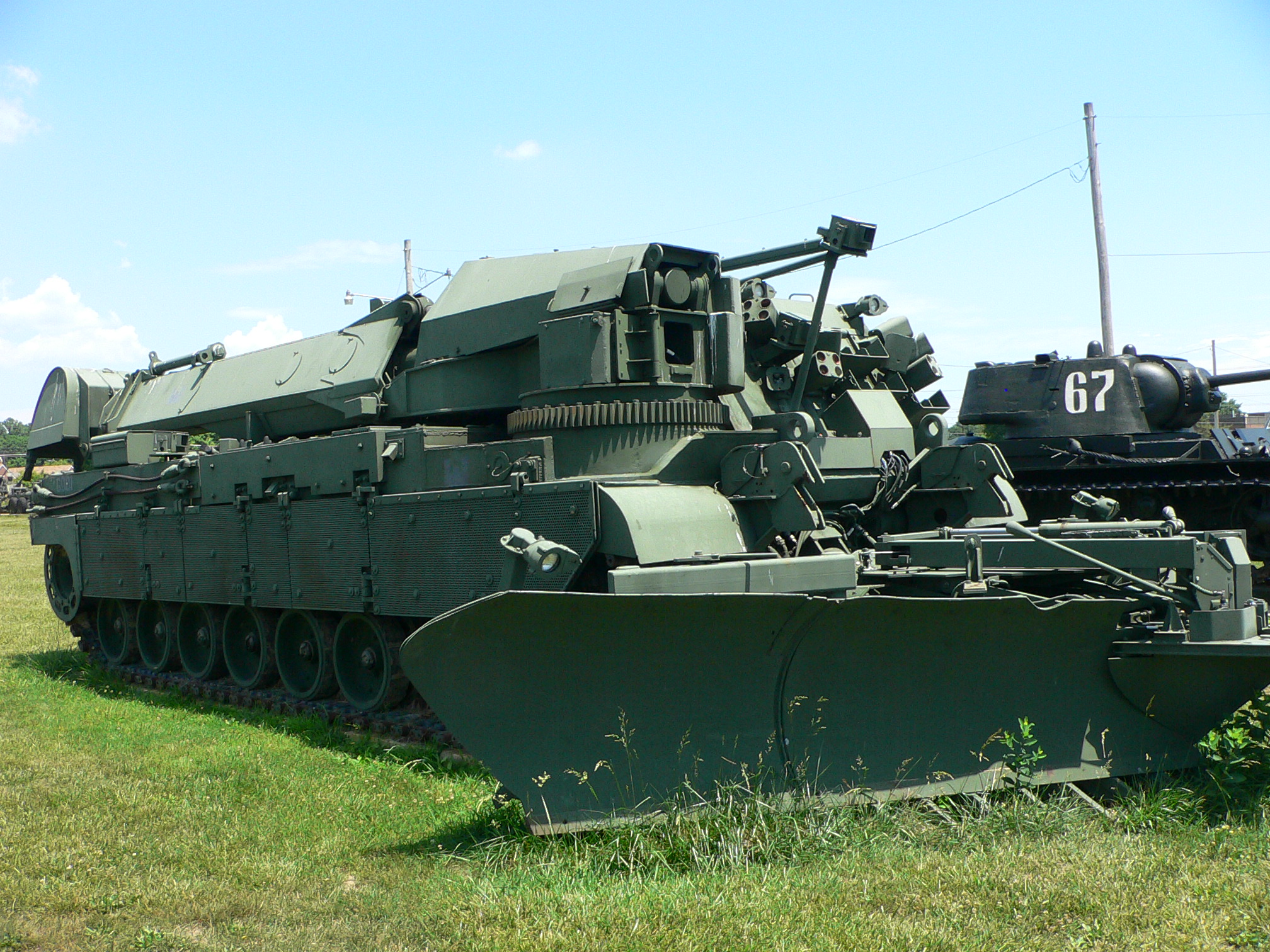
M1灰熊戰鬥機動車（CMV）

- M1灰熊戰鬥機動車（CMV）[46]
- M1黑豹II遙控掃雷車[47]
- M104狼獾重型突擊橋[48]
- M1074聯合突擊橋（英语：M1074 Joint Assault Bridge）（JABS）
- M1黑豹II掃雷刀片滾輾系統[49]
- M1150突击破障车：爲美國海軍陸戰隊突擊用車。基于M1A1底盤，突擊開道車有多種系統安裝，如全寬掃雷器，兩個線性拆遷機和車道标記系統。反應裝甲增強對RPG彈頭附加保護。炮塔已被替換爲一個新的較小炮塔，兩具MICLIC發射器在後。設有一個遙控武器站，配備12.7毫米機槍及一組主動防禦榴彈發射器安裝在上層前緣提供保護，能擊落來襲炮彈。
- M1裝甲回收車：以M1車體開發的支援車輛，已製造一輛原型車，預計取代M88A2救濟車（英语：M88 Recovery Vehicle），後因預算刪減而取消。
- M1防空戰車（Air Ground Defense System）：以M1車體開發的防空戰車，裝備兩門GDF機炮或巨蝮三式鏈炮、八枚ADATS飛彈，該車型能對空和對地攻擊，因預算刪減而取消。

### 衍生產品
- XM2001自走炮（英语：XM2001 Crusader）：參照M1A2的底盤開發而成，使用LV100-5燃氣渦輪發動機，裝備155毫米口徑56倍徑的榴彈炮，並可發射M982A1精確炮彈，預計取代已使用多年的M109自走炮系列，因預算刪減而取消。
- K1主力戰車：韓國現代精工與美國通用動力合作，以M1坦克為藍本開發的主力戰車，外型與M1基本型相似，但體積較小及重量較輕，另外K1的炮塔正面為與XM1相似的多邊形斜面，而M1正式版的炮塔正面為單斜面。

## 技術規格
|          | XM1                               | M1                                | IPM1                              | M1A1                              | M1A1HA                            | M1A2                              | M1A2 SEP                          | M1A2 SEPv2                        | M1A2 SEPv3                        |
| -------- | --------------------------------- | --------------------------------- | --------------------------------- | --------------------------------- | --------------------------------- | --------------------------------- | --------------------------------- | --------------------------------- | --------------------------------- |
| 生產期間 | 1979年5月–1981年                  | 1981年–1985年2月                  | 1984年10月–1986年5月              | 1985年8月–1988年                  | 1988年6月–1993年                  | 1992年–1999年                     | 1999年–2005年                     | 2005年–2017年                     | 2017年–生產中                     |
| 長度     | 9.83米                            | 9.83米                            | 9.83米                            | 9.83米                            | 9.83米                            | 9.83米                            | 9.83米                            | 9.83米                            | 9.83米                            |
| 闊度     | 3.66米                            | 3.66米                            | 3.66米                            | 3.66米                            | 3.66米                            | 3.66米                            | 3.66米                            | 3.66米                            | 3.66米                            |
| 高度     | 2.37米                            | 2.37米                            | 2.37米                            | 2.44米                            | 2.44米                            | 2.44米                            | 2.44米                            | 2.44米                            | 2.44米                            |
| 最高路速 |                                   | 72公里／小時                      | 67公里／小時                      | 66.8公里／小時                    | 66.8公里／小時                    | 66.8公里／小時                    | 68公里／小時                      | 68公里／小時                      | 68公里／小時                      |
| 行車距離 |                                   | 500公里                           | 443公里                           | 463公里                           |                                   | 426公里                           | 425公里                           |                                   |                                   |
| 戰鬥重量 |                                   | 55.7公噸                          | 57公噸                            | 55.8公噸                          |                                   | 62.1公噸                          | 63公噸                            | 64.6公噸                          | 66.8公噸                          |
| 主要武器 | M68A1 105毫米口徑 52倍徑線膛炮    | M68A1 105毫米口徑 52倍徑線膛炮    | M68A1 105毫米口徑 52倍徑線膛炮    | M256A1 120毫米口徑 44倍徑 滑膛炮  | M256A1 120毫米口徑 44倍徑 滑膛炮  | M256A1 120毫米口徑 44倍徑 滑膛炮  | M256A1 120毫米口徑 44倍徑 滑膛炮  | M256A1 120毫米口徑 44倍徑 滑膛炮  | M256A1 120毫米口徑 44倍徑 滑膛炮  |
| 乘員     | 4名（車長、炮手、裝填手及駕駛員） | 4名（車長、炮手、裝填手及駕駛員） | 4名（車長、炮手、裝填手及駕駛員） | 4名（車長、炮手、裝填手及駕駛員） | 4名（車長、炮手、裝填手及駕駛員） | 4名（車長、炮手、裝填手及駕駛員） | 4名（車長、炮手、裝填手及駕駛員） | 4名（車長、炮手、裝填手及駕駛員） | 4名（車長、炮手、裝填手及駕駛員） |

### 乘員配置
M1艾布蘭主戰坦克的早期型、M1A1及M1A2，都有4名車組乘員，駕駛員在車體前方，位於炮塔內則有車長、炮手及裝填手。

| 1. 觀瞄設備     | 8. 車體前部裝甲 | 15. 車體         |
| 2. 主炮炮盾     | 9. 履帶橡膠塊   | 16. 引擎進氣口   |
| 3. 同軸機槍     | 10. 機槍彈藥箱  | 17. 引擎         |
| 4. 排煙器       | 11. 車長機槍    | 18. 裝甲側裙     |
| 5. 主炮         | 12. 車長艙蓋    | 19. 驅動輪       |
| 6. 駕駛員潛望鏡 | 13. 炮塔        | 20. 履帶連接扣件 |
| 7. 駕駛員艙蓋   | 14. 炮塔環      | 21. 路輪         |

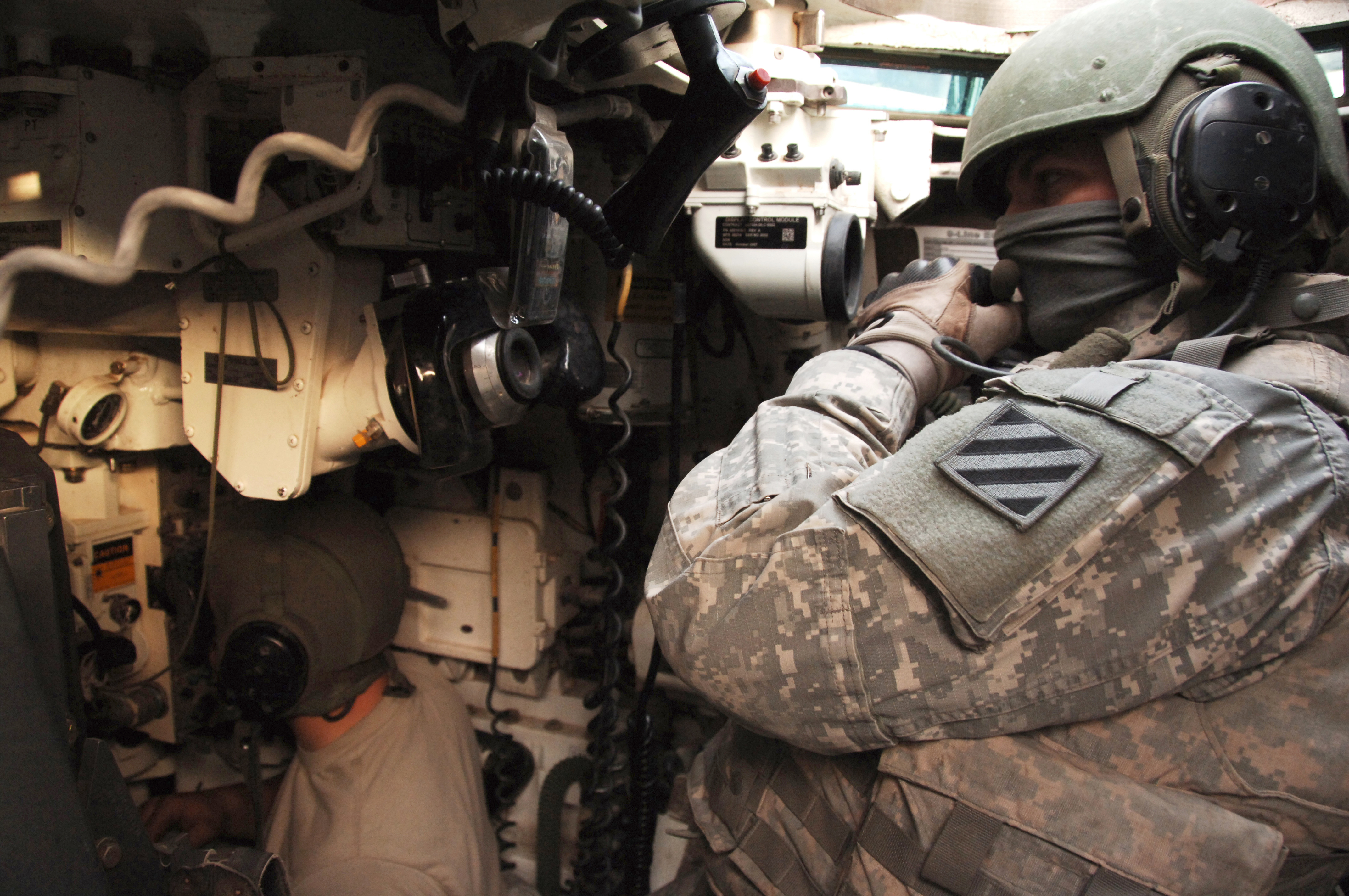
車長（炮塔右後方）
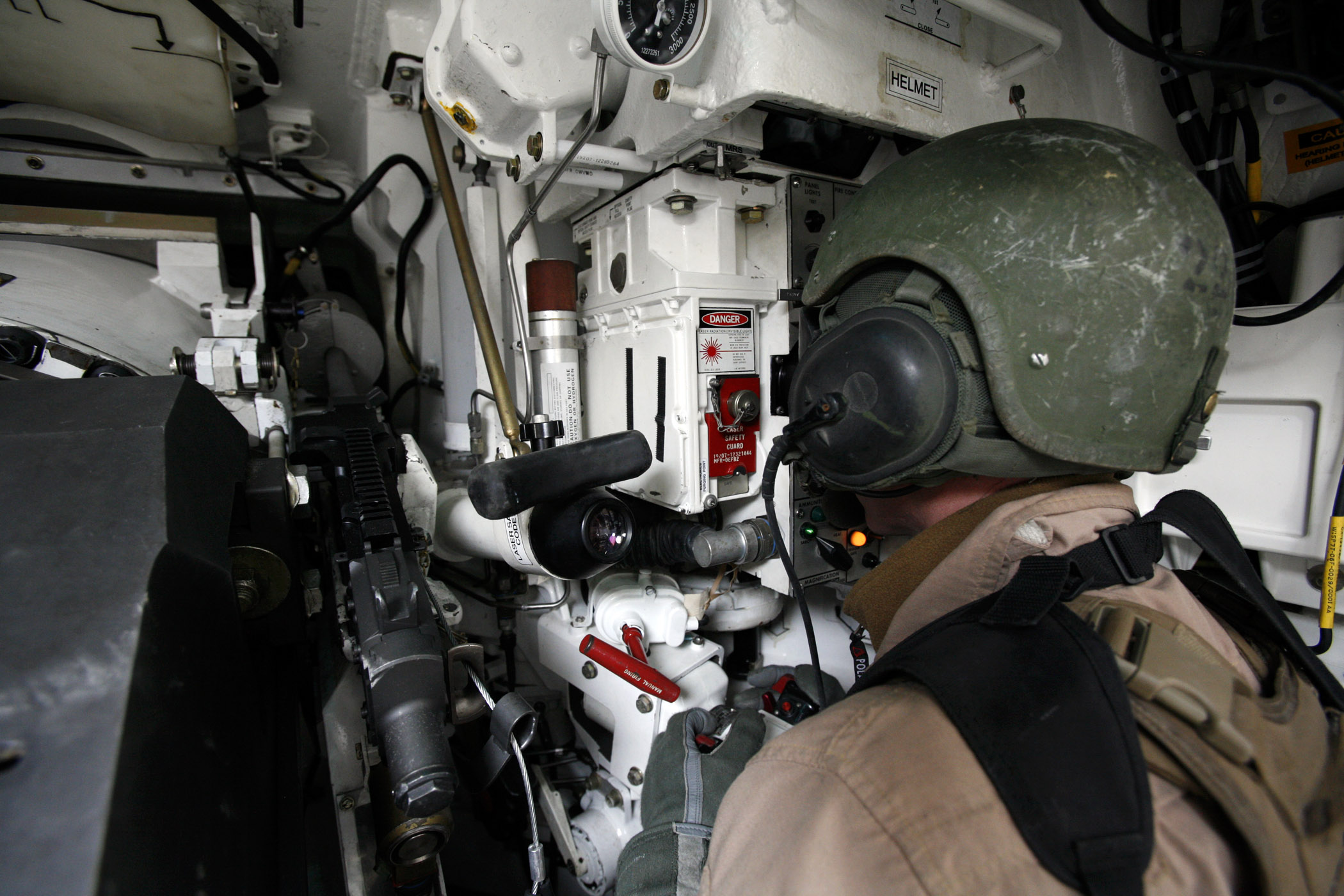
砲手（炮塔右前方）
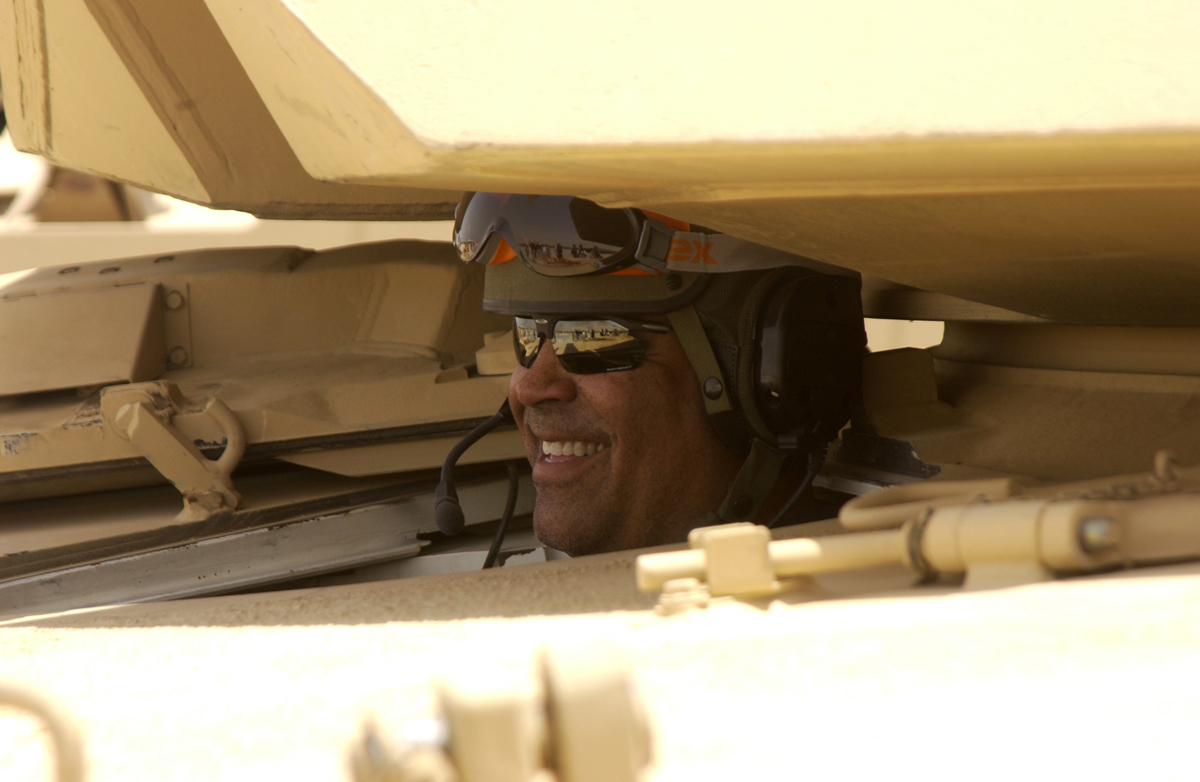
駕駛（車體前方中央）
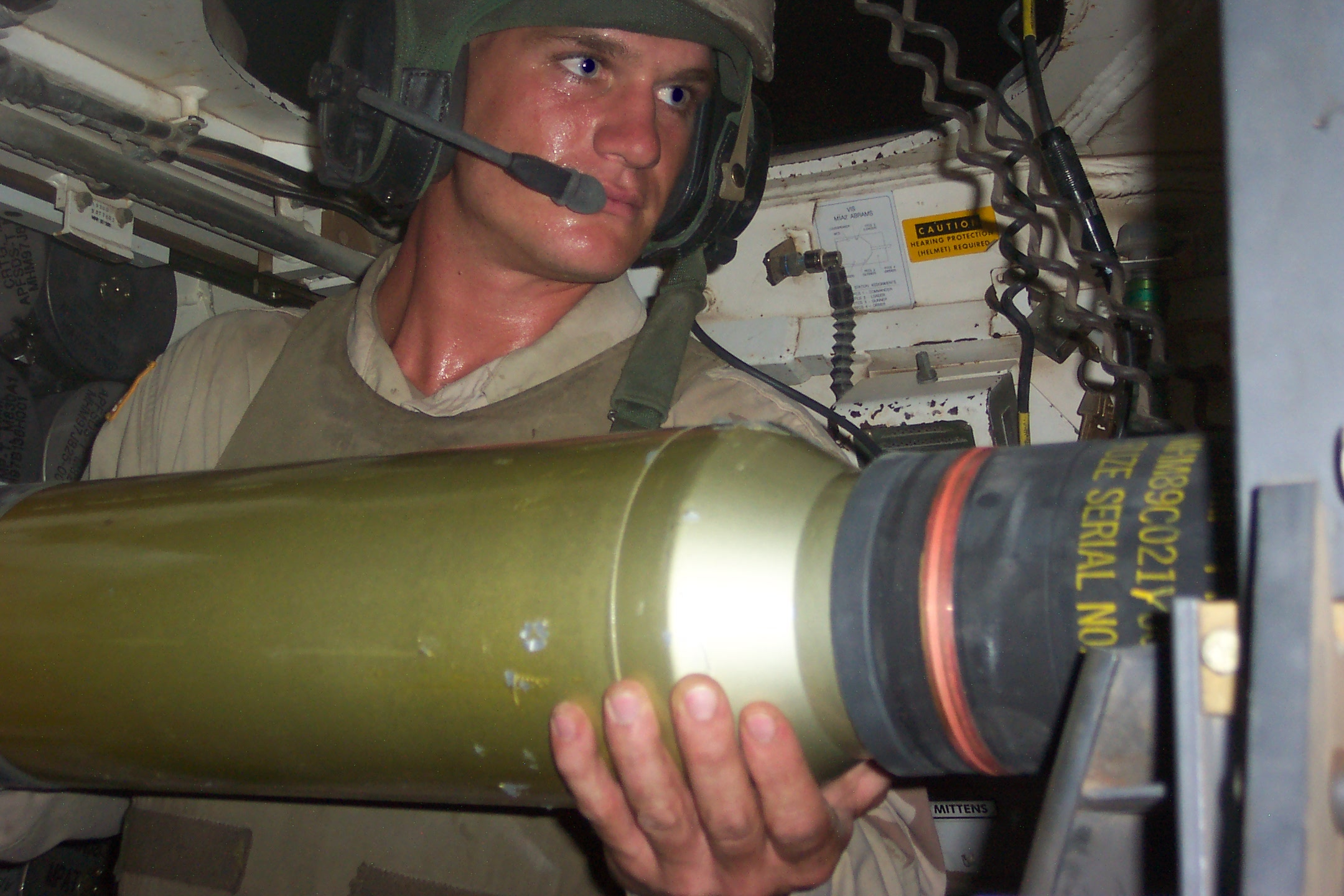
装填手（炮塔左後方）

## 使用國

M1艾布蘭主力戰車的現役使用國

### 現役
- 美国：截至2025年，美国陆军共有2640辆M1坦克现役（540辆 M1A1 SA,1410辆 M1A2 SEPV2;690辆 M1A2 SEPV3)另有1500+ M1A1/A2在封存状态。[52]美軍現役的M1系列仍在持續改良升級，部分已除役及在封存狀態則被改造為工程車等支援車輛。
美國陸軍於1979年接收首批屬於M1基本型的量產車，這批車輛於1980年編入部隊服役，於1985年採購配備120毫米炮的M1A1，而具有車長獨立觀瞄系統的M1A2則於1992年服役，美國海軍陸戰隊也於1990年代初購買M1A1取代M60A1，美軍從1970年代末期開始接收M1基本型至1996年最後一輛新造的M1A2。冷戰結束後有約4,000輛轉為庫存，1990年代裁軍後配備105毫米線膛炮的M1基本型及IPM1已經全數除役，美軍訂購的M1A2只有77輛是新造車，最後一輛新造的M1A2於1996年出廠交付美軍，之後美軍最新版本的M1坦克都是由舊車翻新而成。截至M1停止生产前，美国陆军共计接收超过8100辆M1/M1A1/M1A2。[53]2020年，美国海军陆战队因转型专注于两栖作战，宣布解散其坦克单位，[54]陆战队把所有450輛M1A1移交美国陆军，撤装工作于2021年5月完成。[55]
- 埃及：1,130輛M1A1，1988年起通過技術合作在埃及境內組裝1,500輛[56][57]，是一個採購M1戰車的外銷國。受限於埃及的技術能力，只有19%的組件在埃及境內生產[58]，後來逐漸增加使用埃及生產的零組件的比例，因為美國拒絕戰車砲及裝甲的技轉，這兩部分仍是由美國輸入再於埃及組裝。2011年埃及革命導致後續的合作生產計劃中斷，至2018年恢復。2021年埃及尋求把M1A1升級至M1A2的規格[59]。
- 沙烏地阿拉伯：共442輛，在1991年訂購315輛，沒有貧鈾裝甲夾層，首批於1993年交付，後來增購，2012年起為373輛M1A2升級至沙特阿拉伯SEP規格的M1A2S[59]，另外加訂69輛M1A2S，2014年7月31日前交付[60]。
- 科威特：218輛M1A2，在1992年購得[61]，於1994至1997年間交貨，沒有貧鈾裝甲夾層[62]，2021年起陸續運往美國翻新為M1A2K[63]。
- ：共採購134輛，於2006年訂購59輛M1A1 AIM SA，全部都是翻新自美軍庫存的二手車[64]，其AIM代表艾布蘭綜合管理，SA代表狀態意識。2021年購買75輛M1A2 SEPv3，用於取代M1A1 AIM SA[65]。2024年10月17日澳洲副總理兼防長馬勒斯宣布，澳洲將援助烏克蘭49輛自澳軍除役的M1A1戰車[66]。
- 伊拉克：321輛M1A1M[67][68]，翻新自美軍庫存，2010年8月起交付，沒有貧鈾裝甲夾層，有小部分曾於2014至2015年間被伊斯蘭國虜獲，但已被伊拉克政府軍或美軍奪回或摧毀。
- 摩洛哥：222輛M1A1 SA，在2015年採購美軍庫存的二手車及進行翻新[69][70]。

- 波蘭：採購366輛，另外租用28輛用於訓練，美方已依照2022年4月上旬的M1A2主戰車採購契約，交付首批訓練用的M1A2，未來將在國內訓練操作M1A2的裝甲兵，加速充實抗俄戰力。首批交車的7輛M1A2是SEPv2版本，直接自美國陸軍倉庫撥交而來，因此流程十分迅速，並且這批戰車是另外用於訓練的裝備，而非合約中採購250輛M1A2 SEPv3數量的一部分。總共將有28輛M1A2 SEPv2用於未來訓練波蘭裝甲兵，而首批波軍種子教官則遠赴美國進行培訓。[71]波蘭陸軍於2022年採購250輛M1A2 SEPv3，採購案已獲美國國務院批准生效，並以60億美金出售[72]。因應俄羅斯入侵烏克蘭期間，波蘭援助烏克蘭T-72戰車，美國援助波蘭116輛M1A1 SA並升級至M1A2 SEPv3標準[73][74][75]。預計2022年交付[76][77]。2022年租用28輛 M1A2 SEPv2用於訓練[76][77]。
- 乌克兰：獲得約80輛M1A1，俄羅斯入侵烏克蘭期間[66]，美國和澳洲分別在2023及2024年宣布向烏克蘭援助31及49輛[78][79]，美國政府原計劃向廠商訂購新造的M1A2援助烏克蘭陸軍，最快交貨要18個月後，但被俄羅斯侵略中的烏克蘭希望儘早籌獲，美方遂改為從美軍庫存提取M1A1舊車並翻新為M1A1 SA送給烏克蘭[80][81][82]，至同年9月25日，首批M1A1正式交付烏軍[83]，31輛M1A1於2023年10月16日之前全部交付[84]。截至2024年9月15日，烏克蘭所有M1A1 SA戰車中約有2/3（31輛中的20輛）被摧毀或繳獲[85]。2024年10月16日，澳洲政府宣布向烏克蘭提供2.45億澳元的援助計畫，包括將49輛從澳洲陸軍除役的M1A1戰車送給烏克蘭[86]。
- 中華民國：108輛M1A2T，M1戰車採購計劃始於2000年代初由小布希出任美國總統的時期[87]，中華民國陸軍曾經提案採購四個營近200輛M1A1/A2戰車取代CM-12等老舊戰車，但陸軍及後決定優先採購AH-64阿帕契直升機及UH-60黑鷹直升機，戰車汰換案因而擱置。陸軍在2015年提出「銳捷專案」，改為先購入120輛美軍庫存的M1A1翻新及升級[88][89]，再視乎預算決定是否增購多80輛升級型M1A1，但此案於2017年被取消[89][90]。2018年7月，由於防守首都圈的CM-11早已落伍，在時任總統蔡英文指示下國防部正式立案「銳捷專案」，計畫編列403億9,448萬餘元新台幣採購108輛M1A2[91][note 3]。2019年7月8日，美國國務院批准軍售台灣108輛M1A2T主力戰車、相關設備、配套彈藥及訓練設備（含防禦者M151遙控武器站）[92]，金額約22億美元[93][94]，同案包括14輛M88A2裝甲救濟車，16輛M1070重型拖車及配合使用的M1000拖板[95][96][97]。2023年底率先在美國交裝14輛以供訓練[98]，訂於2024年接收38輛、2025年42輛、2026年28輛。2024年1月，18輛國軍戰車在美國與美國陸軍進行聯合訓練。首批38輛M1A2T及4輛M88A2裝甲救濟車於2024年12月15日運抵台灣[99]，其中10輛留於裝訓部提供訓練，其餘戰車和後續批次將配屬第六軍團的269旅及584旅[100]。

### 採購中
- 羅馬尼亞：2023年5月羅馬尼亞國會批准國防部以11億美元向美國購買54輛M1A2R[101][102]。
- 巴林：2024年3月美國國防安全合作局宣布與巴林政府達成50輛M1A2 SEPv3的軍售協議[103]。

### 潛在用戶
- 希腊：希臘陸軍在2012年獲美國提供400輛庫存的M1A1[104][105][106]，希臘只需支付翻修及運輸的費用，希臘計劃採購首批共90輛，但至今未有落實。
- 秘魯：秘魯陸軍計劃購買約120至170輛新坦克，M1A1在2013年參與競標並進入次會合決選，但此案一直未有結果[107]。
- 巴西：美國在2019年7月表示可向巴西陸軍提供M1A1的庫存車輛，巴西亦回應有興趣獲得110至130輛左右的M1A1並進行升級，預期可滿足巴西在未來20年對主力坦克的需求[108][109]。

### 繳獲
- 俄羅斯：在俄烏戰爭缴获殘骸後於俯首山勝利公園作展品陳列。

## 流行文化

### 電子遊戲
《戰爭雷霆》M1车族的 M1 IPM1 M1KVT（原型为欧文堡假想敌使用的M1 105MM基本型）M1A1 M1A1HC 以及 M1A2 M1A2SEP型号均出現於美國陸軍線，其原型车XM1（通用汽車）與M1KVT作为PC版本付费车登场,原型車XM1（克萊斯勒汽車）則作為Xbox One版本付费車。而澳大利亞版的M1A1 AIM 作為聯隊載具登場。
《装甲战争》中在军火商Sophie Wölfli的战车线上登场。当前通过正常游玩游戏可获得6级M1艾布拉姆斯主战坦克、7级M1A1艾布拉姆斯主战坦克、8级M1A2艾布拉姆斯主战坦克、9级M1A2C主战坦克以及10级概念战车XM1A3主战坦克。通过充值或参与游戏中的活动，可以获得高级战车7级M1A1风暴主战坦克和8级M1A1 AIM主战坦克以及10级艾布拉姆斯X主战坦克。
单机游戏《命令与征服：泰伯利亚黎明》中GDI的中型坦克原型是使用105毫米主炮的M1坦克。且M1坦克出现在了《命令与征服：最后的幸存者》的包装盒封面。《紅色警戒2：尤里的復仇》的著名模组《心灵终结》中，艾布拉姆斯坦克作为游戏阵营“美利坚合众国”的高级主战坦克出现，与现实不同的是，游戏中其副武器不是机枪而是激光枪。
僵尸世界大战 (2019年游戏)中第一章：紐約開始之前有一段音頻提到美軍曾在布朗克斯的大規模殺傷區部署M1坦克以對付感染的人群

### 動畫
《超時空要塞Zero》中M1艾布蘭主力戰車是地球統合軍所用的主战坦克。
《勇氣爆發Bang Bravern》中M1艾布蘭主力戰車是美軍所用的主戰坦克。

### 電影
2003年—绿巨人 (电影)（Hulk）：暴怒的浩克在逃出沙漠基地後，擊破多輛美国军队的M1艾布蘭主力坦克。
在2005年上映的美國科幻災難電影世界大战 (2005年电影)中美軍曾使用M1艾布蘭主力坦克對抗外星人駕駛的三腳戰機，但由於三腳戰機帶有透明的防護罩，所以軍方發射的砲彈對其毫髮無損。
2007年—迷霧驚魂：美軍投入M1艾布蘭主力戰車消滅箭頭計劃事故中從傳送門走出來的未知世界生物。
2007年—龙之战 (2007年电影)：美軍M1艾布蘭主力戰車曾在洛杉磯與巨蟒怪獸軍團交戰。
2007年—變形金剛 (2007年電影)（Transformers）：狂派的吵鬧就是以配備掃雷犁的M1艾布蘭主力戰車的形態在地球戰鬥，在片中的激戰中吵鬧先後被爵士 (變形金剛)，力捷，鐵皮 (變形金剛)等博派圍毆並被砍斷一隻手臂，最後在遍體鱗傷下被大黃蜂打中胸膛死亡。
2008年—科洛弗檔案：美國陸軍第42步兵師曾以M1艾布蘭主力戰車攻擊登陸曼哈頓的巨大生物。
2009年—變形金剛：復仇之戰（Transformers: Revenge of the Fallen）：多輛美国军队M1艾布蘭主力戰車被派往埃及協助作戰。
2011年—世界異戰中多輛美国军队的M1艾布蘭主力戰車被派往洛杉磯街頭與外星入侵者展開大規模巷戰。
2014年—在哥斯拉 (2014年电影)中，美軍曾將M1艾布蘭主力戰車佈防在金门大桥橋面，當哥斯拉穿過金門大橋時曾對其進行炮擊。
在超人：鋼鐵英雄與閃電俠 (電影)中隨着氪星毀滅而與忠誠者一同脫離幻影區的薩德將軍，靠追蹤北極偵察船的信號抵達地球外圍，入侵全球網絡威脅身在地球的氪星人投降後，美軍將領曾率領由M1艾布蘭主力戰車等裝甲車所組成的部隊前往美國一處沙漠，與氪星人交涉。
2020年—魔物獵人 (電影)中當魔物透過入口來侵襲地球後，M1艾布蘭主戰坦克曾經與其交戰。
2024年—在帝國浩劫：美國內戰中M1艾布蘭主力戰車是西部力量的主力戰車。
2024年—在噤界：入侵日中當沒有視力，卻有着超靈敏聽力的兇猛外星生命空降及攻擊美國後，美國街頭便出現M1艾布蘭主力戰車的殘骸。

## 備註
1. ↑  美軍用類似太空包的裝置，將引擎封住並抽取內部空氣，讓引擎不與空氣接觸，且存放倉庫位於乾燥地區，故等同於新品。
2. ↑  雷神公司已提出為M1A2T加配TUSK、SEP及Quick Kill系統的包件，並更換液壓懸吊及減重裝甲，以增加戰車在台灣地形上的機動能力，但仍未有定案。
3. ↑  編列採購預算通常是根據美國提供的粗估價（Rough Order of Magnitude 或 ROM Cost）為參考基準。

## 外部連結
维基共享资源上的相關多媒體資源：M1艾布蘭主力戰車
- M1主戰坦克及改進型M1A1 M1A2
- （英文）-globalsecurity.org-M1艾布蘭 （页面存档备份，存于）